# 中英街
中英街（英語：Chung Ying Street）位處沙頭角，由香港特別行政區和深圳市共同管理，為香港特別行政區陸上邊界一部分。街上中央豎立了界石，標明香港與深圳的分界。
由於中英街位於香港邊境禁區，若要进入，中國大陸居民需要申请边境特别管理区通行证，香港居民则需要申请边境禁区通行证（俗稱禁区纸）。

## 歷史
1898年聯合王國政府與大清帝國政府簽訂《展拓香港界址專條》租借新界。1899年3月16日在這裡開始勘界，至18日結束。勘界時以潮漲時沙頭角河的最高水位作為兩地東面的分界線。最少至1922年時仍是沙頭角河的入海口。不過由於沙頭角一帶的河床比較淺，到了第二次世界大戰之前，已經完全乾涸（現時沙頭角河的入海口已完全在深圳市境內）。當時英屬香港政府並未限制居民往返中港兩地，所以河床變成了一條天然的街道，商店都紛紛在河床兩岸設立，並改名中英街，別稱鸕鶿徑（又有稱為“鷺鶿徑”）。
1949年後，中华人民共和国實行社會主義，而作為香港宗主國的英國實行資本主義，兩個陣營對壘。港深邊界的中英街和深圳河隨之而成為冷戰時期兩大陣營對峙的最前線，被形容為“東方柏林牆”。
1967年7月8日，為六七暴動一部份的沙頭角槍戰發生，事件以共6死20傷結束，死者包括5名香港警察和1名中國民兵，香港政府其後宣佈邊境全面封閉。直至1979年後方開放沙頭角管制站。
在中英街，中方在1990年代致力展開多個大規模的發展項目，如位於中英街街道填海區的“碧海花園”、“海港花園”、“碧海園”、“海天園”、“東和海韻園”等；英方則保持中港區隔的原則，不動自然郊野且不發展原有的寧靜鄉镇沙头角墟。
深圳鹽田區政府自2002年起在每年3月18日設立“中英街3·18警示日”（與中共深圳市委宣傳部、中共鹽田區委合辦），在中英街歷史博物館小廣場舉行紀念活動，包括鳴響中英街警世鐘和與市民學生合唱愛國歌曲等。
2014年12月16日，深圳市盐田区政府设立中英街管理局，负责管理中英街辖区（沙头角边境特别管理区）社会、经济、文化、生态文明、城市管理等事务。
2020年12月4日10時，位於深圳一側的中英街聯檢大樓新查驗廳正式啟用，其面積新增600餘平方米，並增建了20條智能查驗通道，包括學童通道。
2024年12月24日，位於香港一側、耗資5000萬港元的中英街檢查站重置工程完成，原有的帳幕式檢查站拆除，改為正式的建築物。新檢查站引入人臉識別鏡頭，核對進出者的容貌和資料。持有有效禁區紙並經過登記的中英街居民可循「無感通道」進出，檢查時無需停下出示禁區紙或出示指紋識別，便利人流往來以及提升檢查站處理能力。若過關人士未有登記就步入檢查通道，系統會亮起紅燈並顯示「請停步」字樣，而已登記人士則會顯示綠燈並顯示「請前進」字樣，機器可以同時偵測兩人並行。除此以外，檢查站亦設有人工通道和貨物通道，另設有X光檢查器和離子分析儀，以便香港海關人員抽查貨物。保安局局長鄧炳強和政務司司長陳國基分別表示，有計劃擴大無感通道的使用範圍至其他出入境口岸，比如落馬洲河套區口岸。中英街居民普遍歡迎相關措施，認為新檢查站無需出示禁區紙更方便。
新檢查站設計展現沙頭角支線火車站的特色，靈感來自孔嶺站及其他舊火車站，採用中式青磚牆、麻石腳線、中式窗戶、白色柱子、木製長椅、火車道砟和枕石等元素。部分外牆採用仿生鏽裝飾鋁板，以銅板製成昔日火車模樣。招牌則參考大埔香港鐵路博物館外的白底黑字。檢查站內部採用高樓底設計，並設有落地玻璃，讓自然光透入檢查站，並融入多項節能設計，為中英街增添文化地標，同時成為打卡熱點。通關大堂設有傳感器，自然光線充足線將自動關閉部分照明系統，減少能源消耗。通往中英街的通道與外側竪立透明膠板分隔。

## 旅遊
中英街被深圳评选为深圳八景之一（即“一街两制”）。
中英街的旅遊并不僅限與中英街本身。旅遊上的中英街廣義上指的是深圳沙頭角海關關口以南中英街以東這一區，即沙頭角邊境特別管理區。因此前往中英街旅遊除了中英街本身以外還有其他景點，如纪念区、浮雕等，幾乎屬深圳管轄。香港这边则不是十分关心，只有让一些小店铺服务而已。

### 中英街界碑
中英街界碑是位於中英街街上正中位置放置的八塊中英邊界界碑。1941年12月，日本侵占香港，以阻碍交通为名拔除中英街3至7号界碑。抗战胜利后，于1948年4月中英街双方在沙头角举行隆重的重竖界碑典礼。英國方面改以在沙頭角邊界立20塊石碑作為邊界標誌，其中在沙頭角老鎮、中英街地帶有8塊界碑。
中英街界碑面對深圳一面刻有中文字樣；面對香港一面刻有英文。
目前在中英街上可以看到的界碑有：
- 第一號界碑：位於中英街歷史博物館附近、警世鐘後、江澤民題字石碑旁。目前完全處在深圳一方。
- 第二號界碑：位於一號界碑往北約100米，新界住宅小區圍墻外，因修路不慎導致與地面成20度角傾斜。目前完全處在深圳一方。
- 第三號界碑：位於進出香港新界的入口附近。
- 第四號界碑：位於中英街百年古榕樹下。
- 第五號界碑：位於中英街北段。
- 第六號界碑：位於中英街北段。
- 第七號界碑：位於中英街界碑的廣東省文物保護單位公示大理石石碑附近，但由於修路已被填埋下半部分。

而不知所踪的界碑據南方網刊載的一則報道中顯示，界碑已“躺在进入中英街的联检桥下的小河中”。

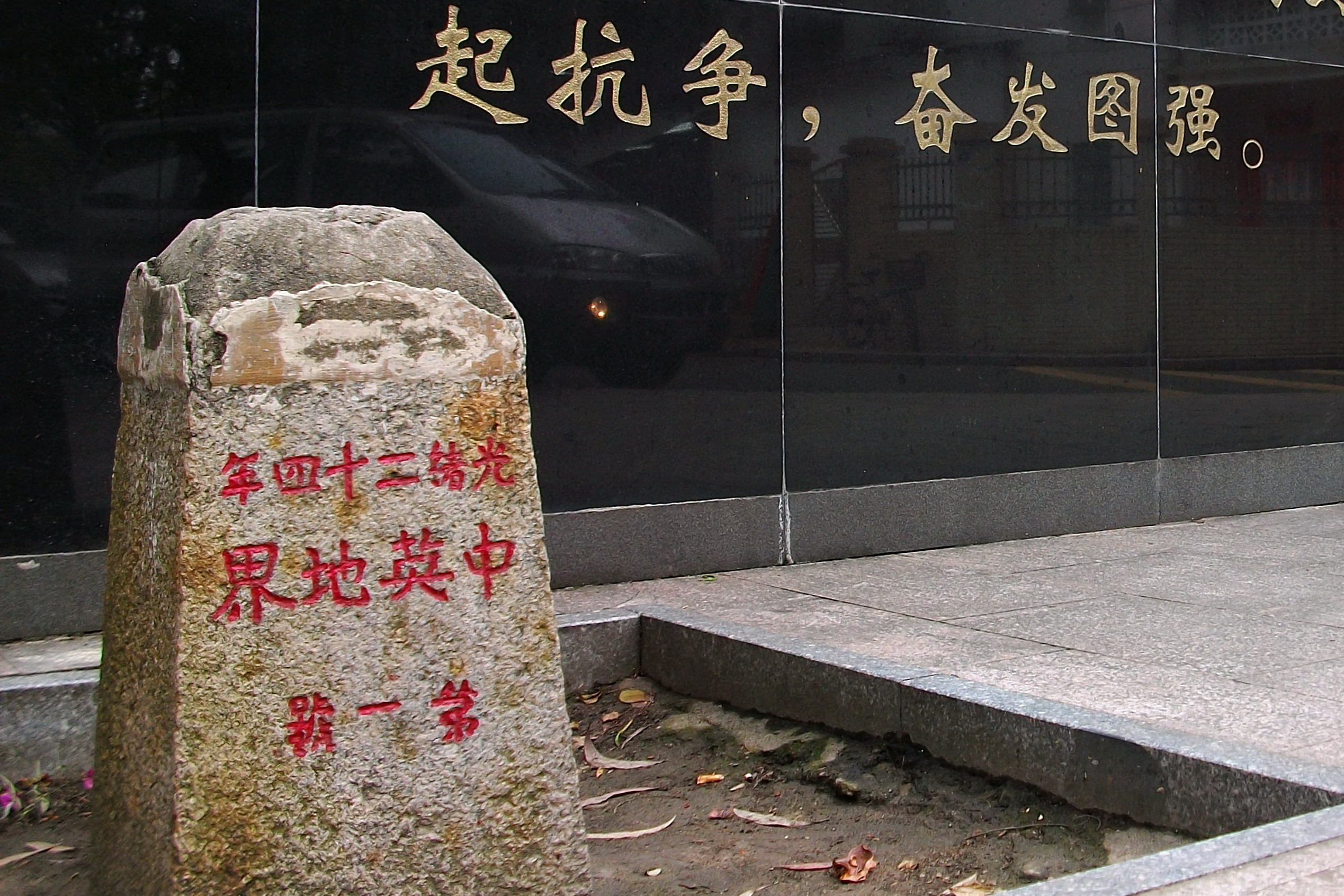
中英街第一號界碑
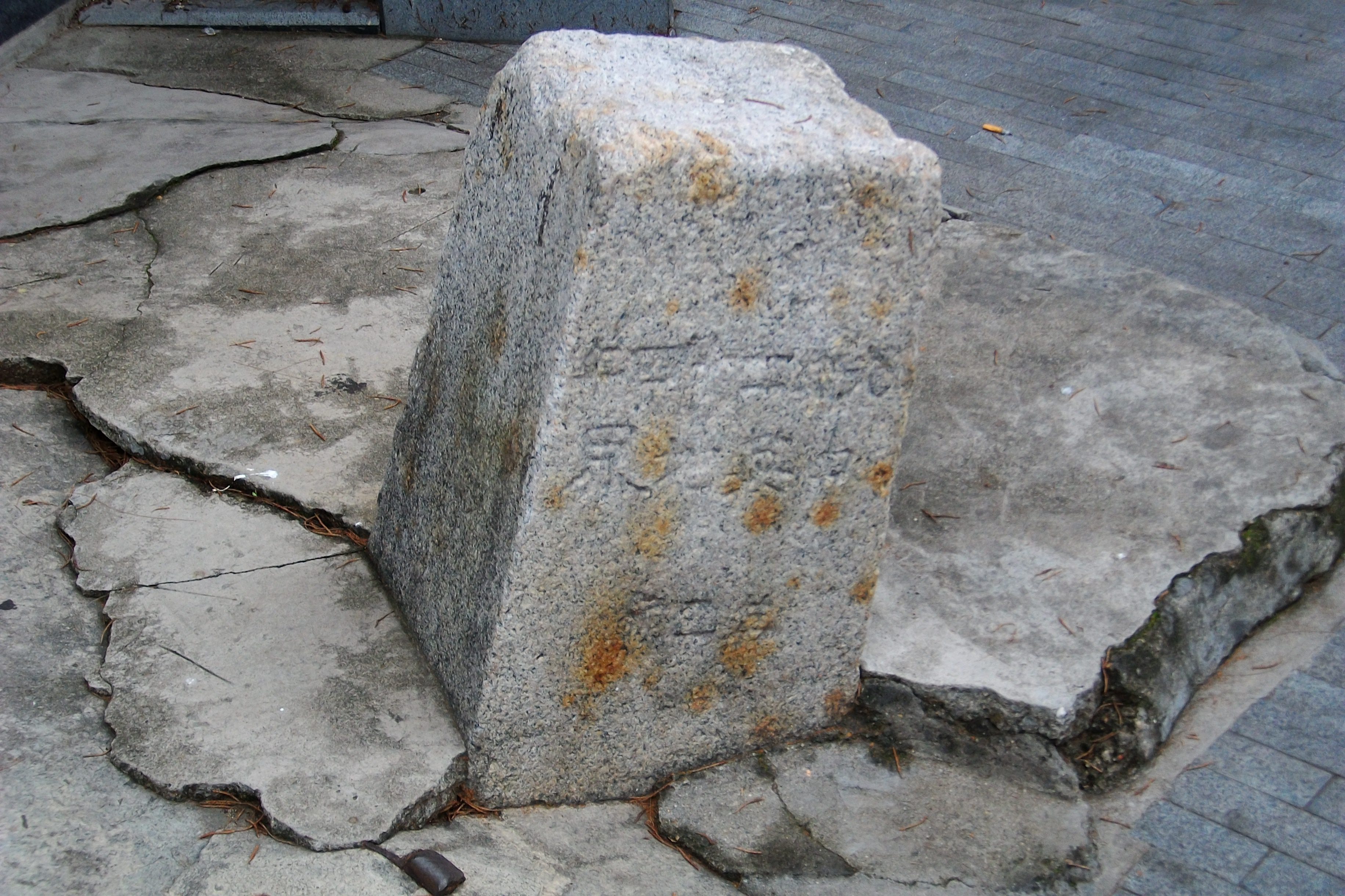
中英街第二號界碑
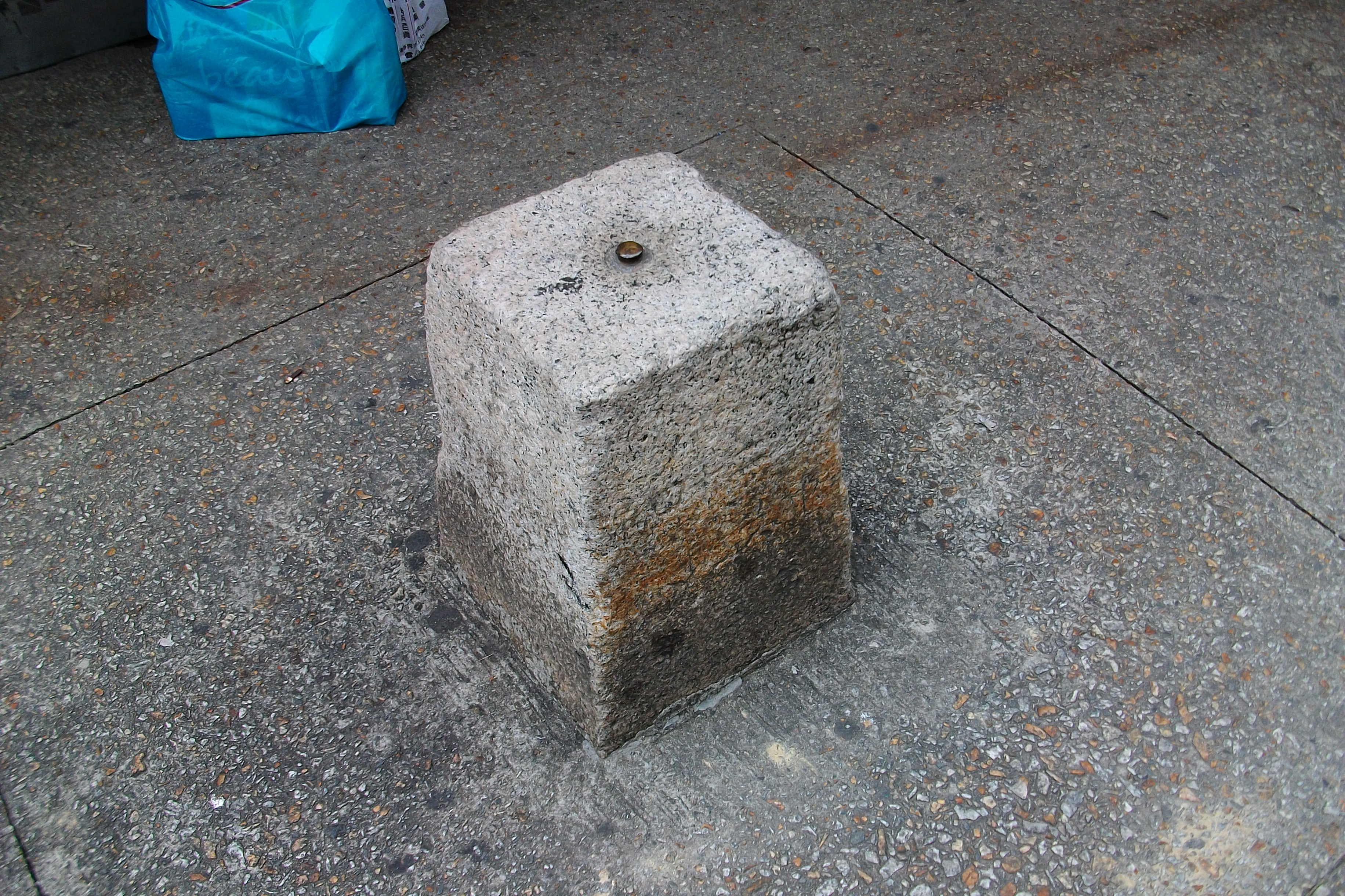
中英街第三號界碑
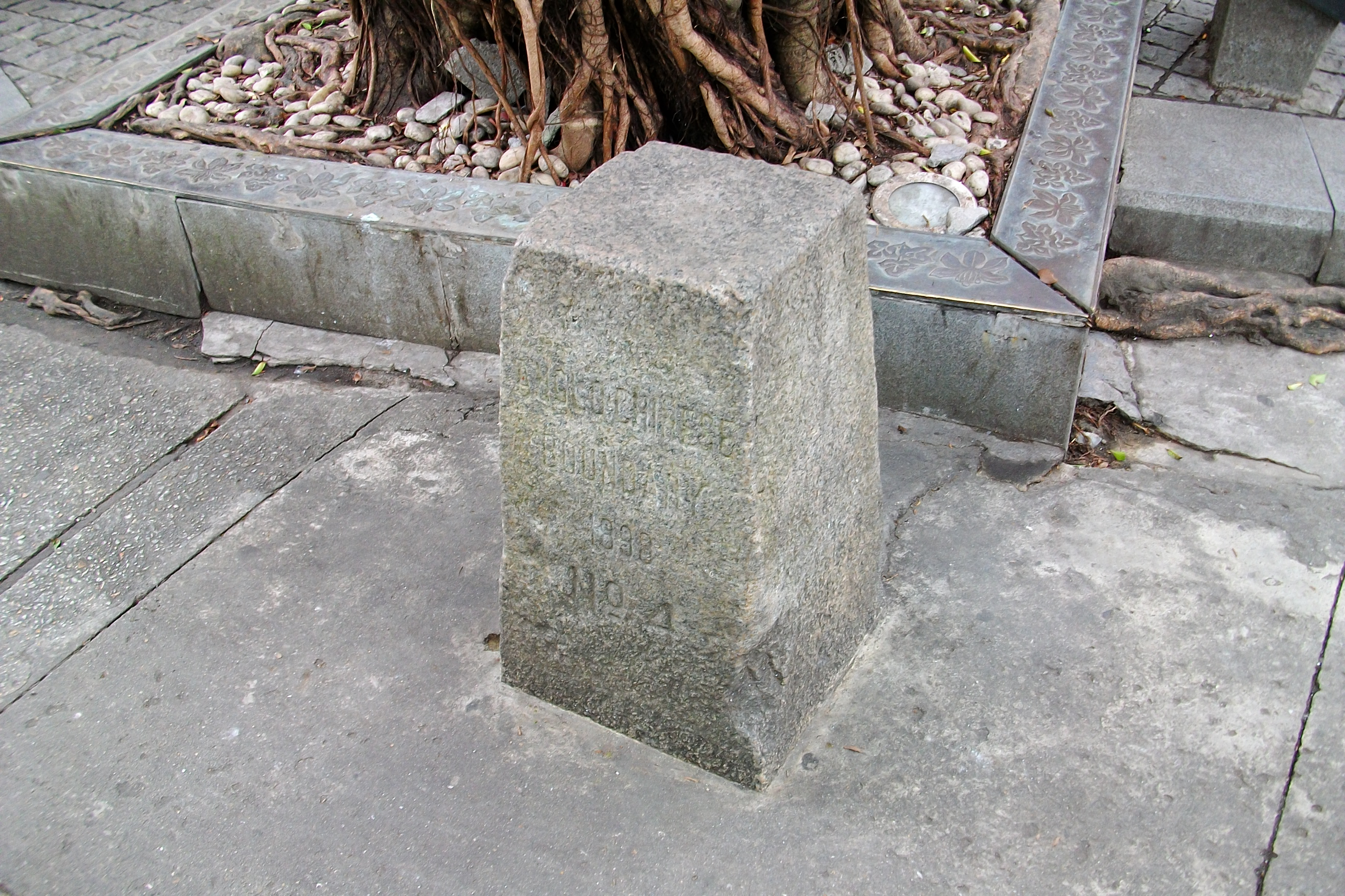
中英街第四號界碑
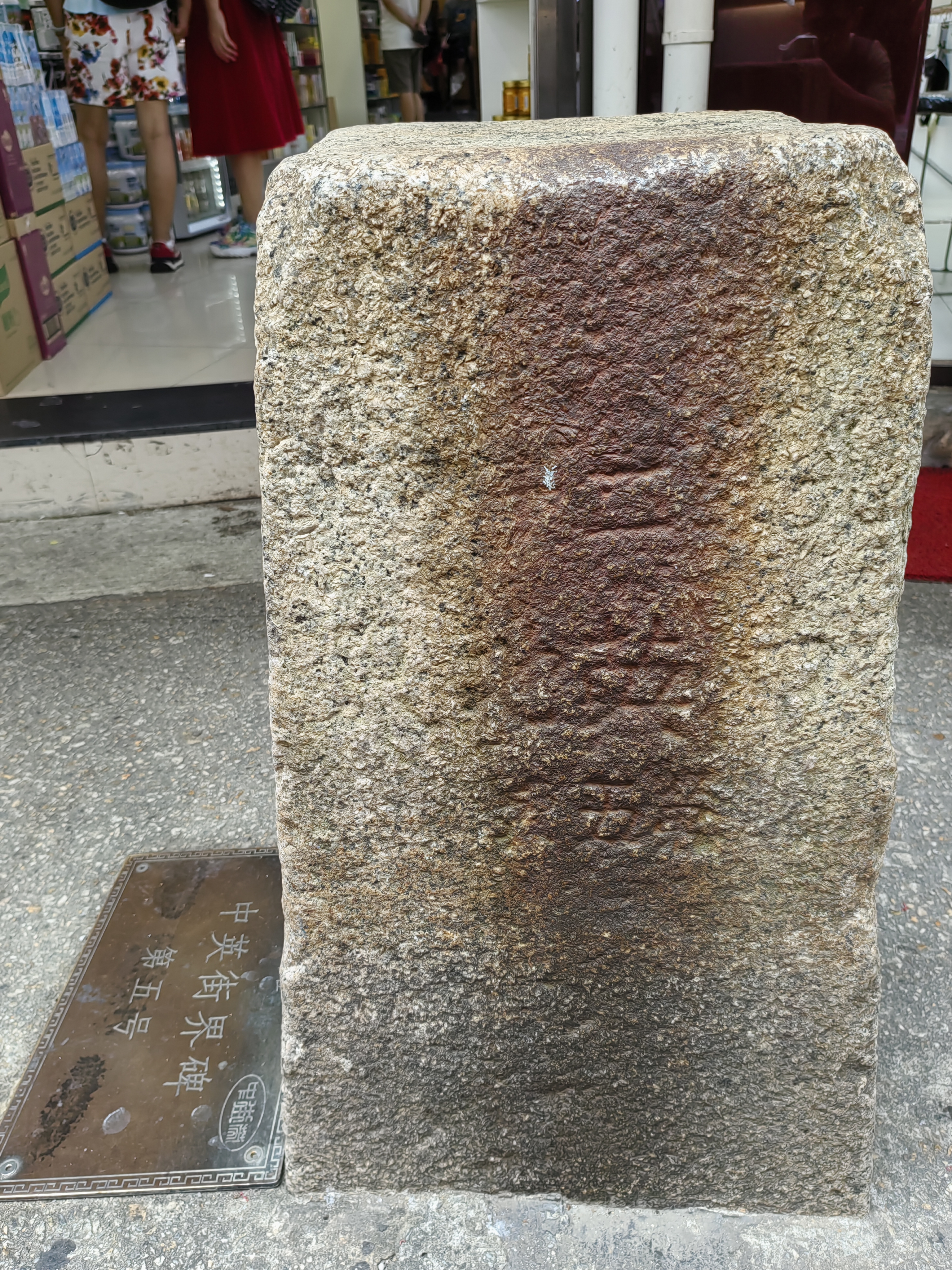
中英街第五號界碑
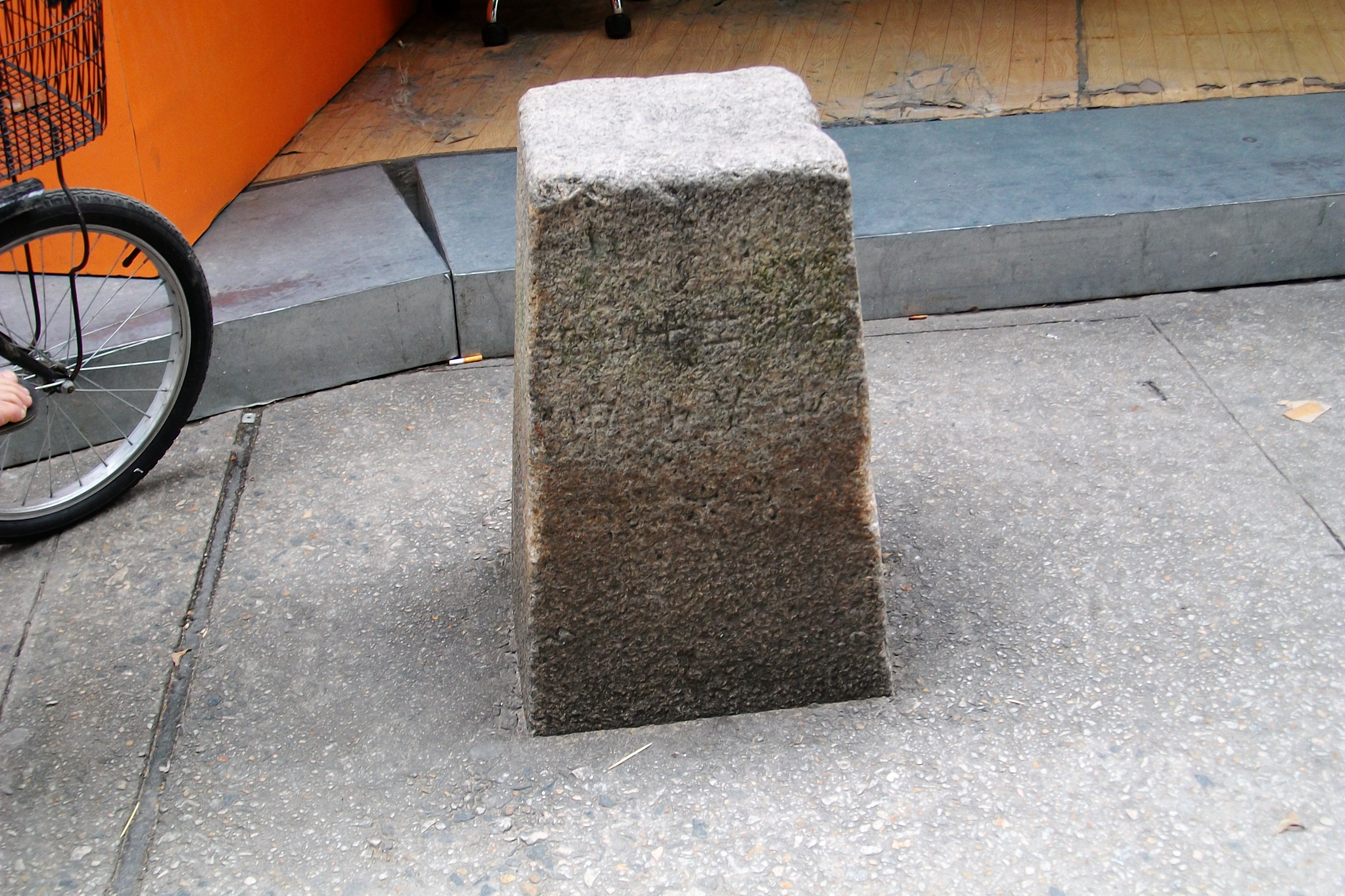
中英街第六號界碑
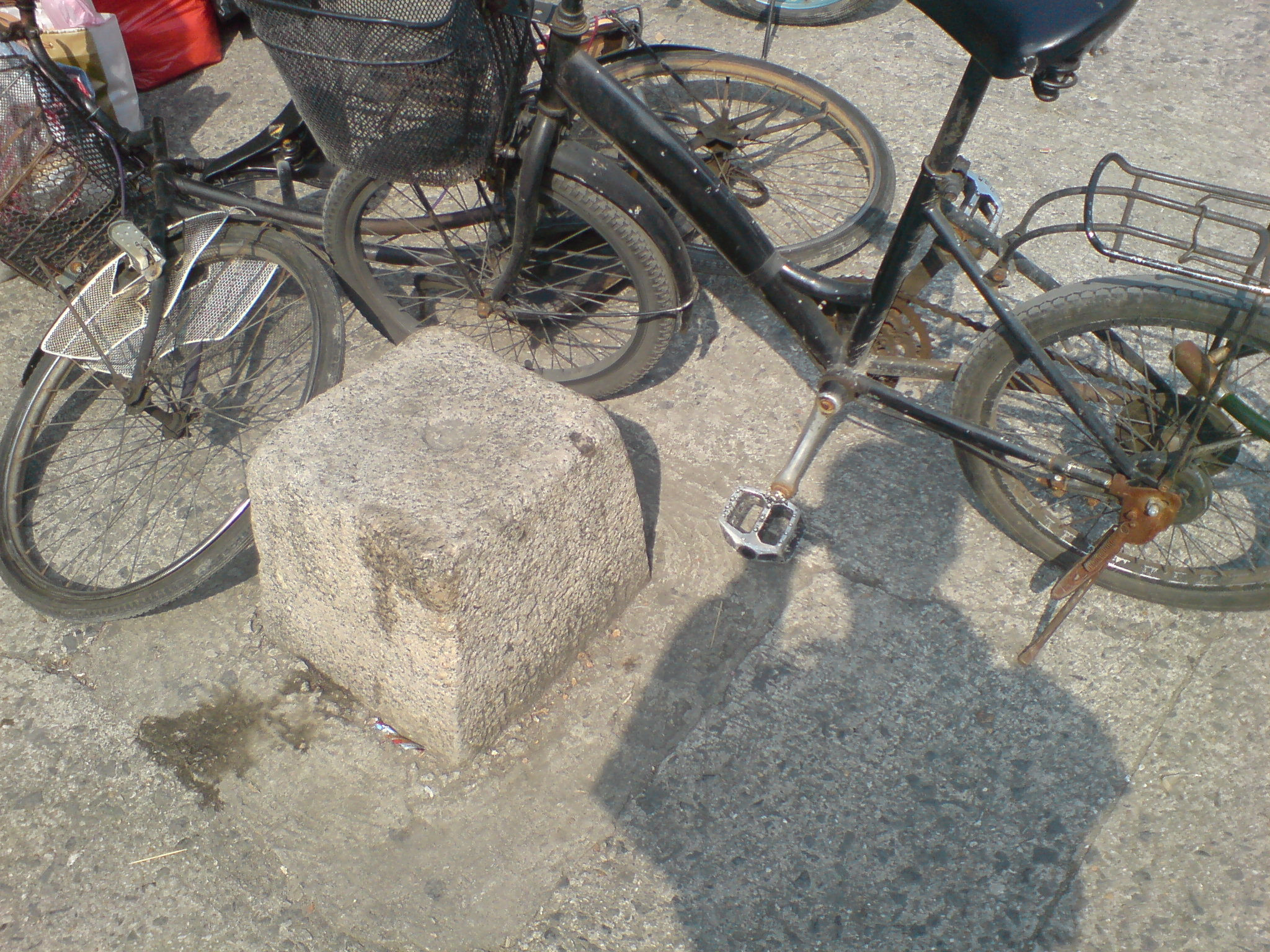
中英街第七號界碑

### 中英街歷史博物館

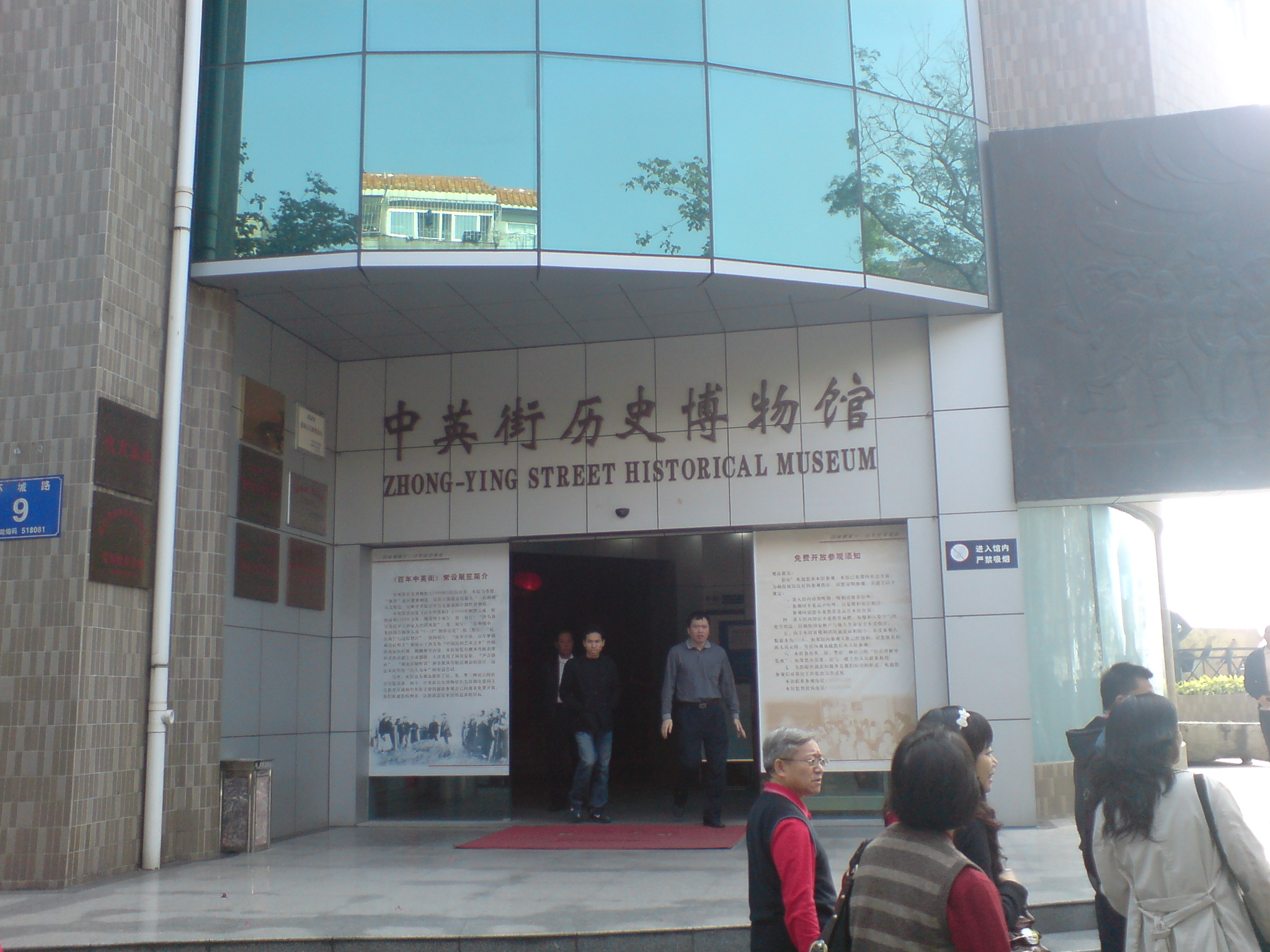
中英街歷史博物館

中英街歷史博物館是深圳市历史建筑之一，位於沙頭角邊境管理區環城路9號，原名為中英街歷史紀念館，開始於1995年由镇内文化站几间办公室举办的“中英街的故事”展览，后鹽田區政府投資在此興建博物館，於1999年5月1日開辦。早期收費為10港元，後來為了配合中央政府，希望在北京奧運前提升人民的文化水平的政策，更改為免費。

### 警世鐘

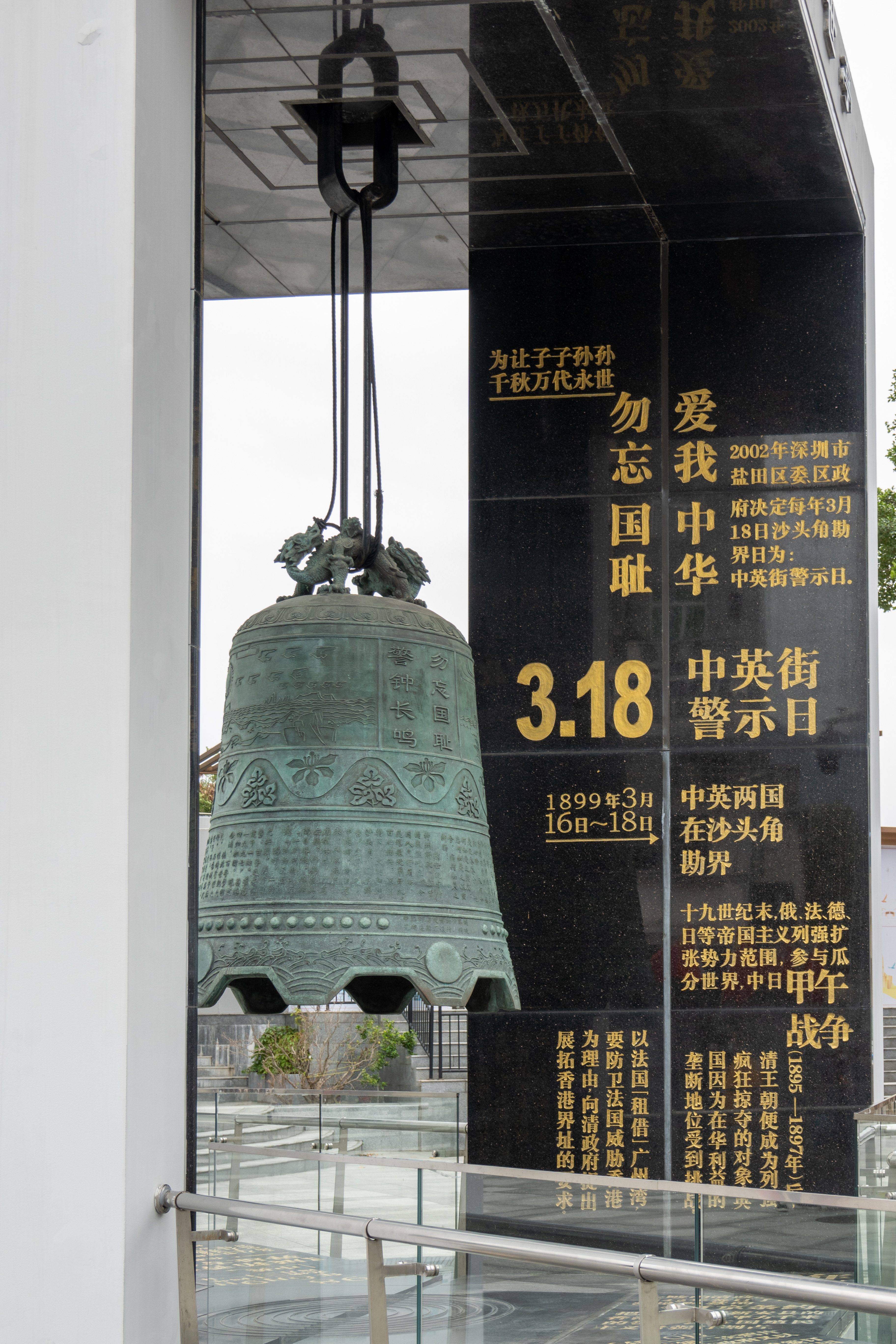
警世钟

中英街警世鐘是盐田区政府为纪念香港移交3周年而铸造。2001年1月26日举行了挂钟仪式，并且撞钟三响。
警世鐘钟体高1.842米，重1.55吨，象征着签定南京条约的1842年和香港作為英國殖民地的155年。钟裙由八个梯形组成，象征中英街上的八块中英界碑。钟腰由洋紫荆（香港市花）和勒杜鹃（深圳市花）组成的图案，象征深港文化。钟身图案“日出沙头，月悬海角”则是沙头角地名由来。钟肩21朵莲花座，象征21世纪。牢由回首对视的两个龙头组成，则象征着中华民族龙的精神。正面及背面分别镌刻“中英街警世钟”和“勿忘历史，警钟长鸣”几个大字。钟身上由深圳商报候军先生撰写的钟名记叙了中英街割占、抗争、变迁、发展和主權移交的100年来的历史。
自2002年起，每年3月18日，當局都會在警世鐘前敲鐘18響，以警示後人勿忘国耻。同時驻守中英街的广东边防六支队沙头角模范中队的官兵都會參加。

## 进入中英街

### 从香港方向

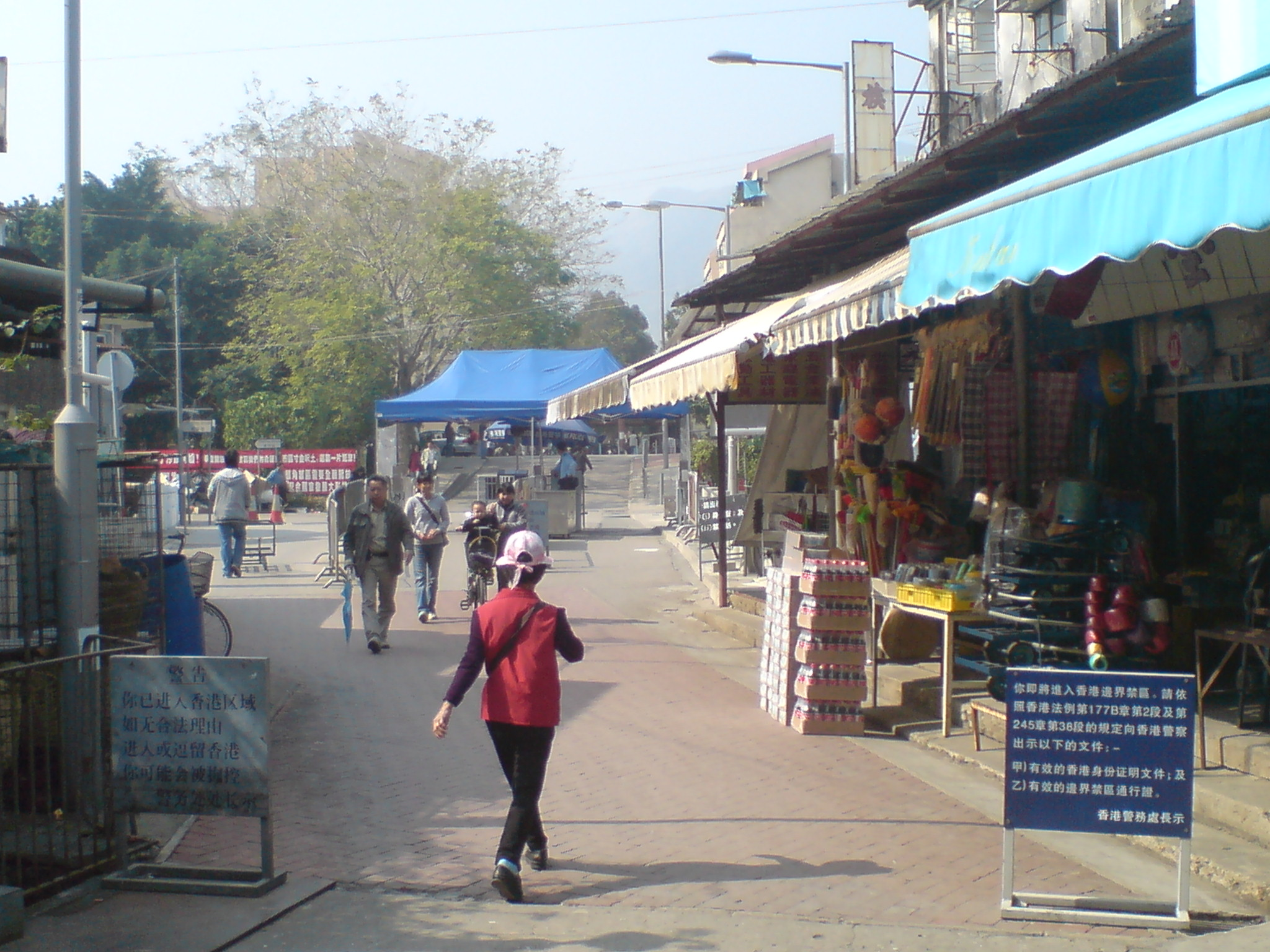
中英街港方檢查站（從深圳一方拍攝）

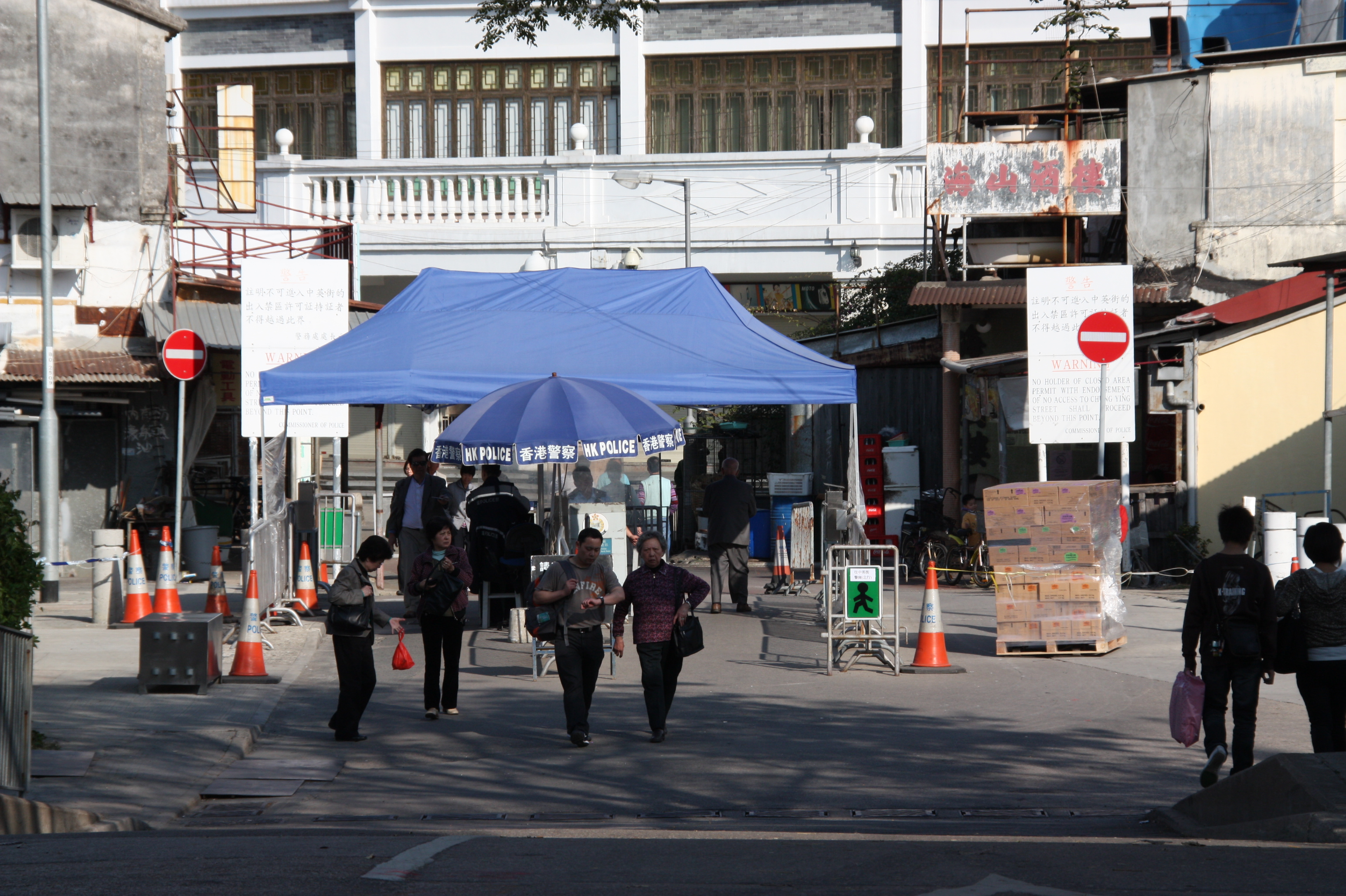
中英街港方檢查站（從香港一方拍攝）

中英街的香港部分處於北區的沙頭角，位於新界北的香港邊境禁區內，香港居民進入中英街必須持有由上水警署簽發的禁區紙即邊境禁區通行證。香港居民所持的禁區紙可進入的分區分為落馬洲/打鼓嶺/沙頭角/中英街四個區，進入中英街須持有標明可進入中英街的禁區紙，否則即屬於非法。
根據現時邊境禁區政策，警方只會向有需要進入邊境禁區的人士發出禁區許可證，而下列人士會被視為有需要進入中英街:
1. 因家族或歷史背景而需要與中英街內的社區保持傳統聯繫的人士；
2. 在中英街居住或工作的人士；
3. 探訪居住在中英街親友的人士；
4. 居住在沙頭角禁區，因有合理需要而進入中英街的人士。

直至2023年12月31日以前单纯以旅游等为目的的人士不能进入香港沙头角边境禁区。由2024年1月1日起，當局已開放中英街以外的沙頭角禁區，惟市民或遊客必須在香港警察網站辦理申請手續，且設有配額限制。

### 从深圳方向

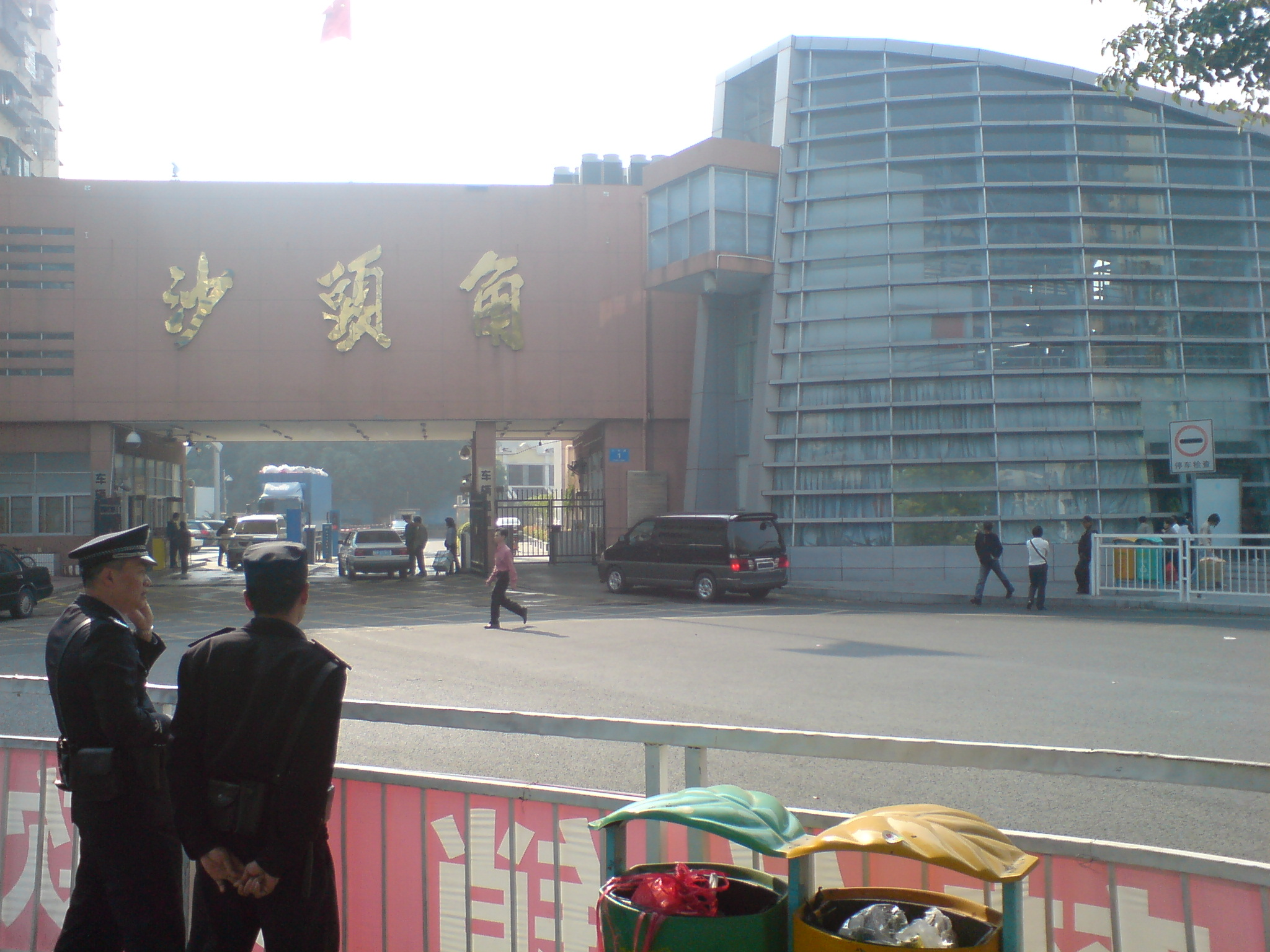
沙头角海关进入中英街的关口

沙头角边境特别管理区门口

中英街的深圳部分属于边境管理区，因此进入中英街需办理由广东省公安厅签发的边境特别管理区通行证。
从2012年9月1日起，非深圳户籍居民享有和深圳户籍居民同等待遇，即只要持有合法中国身份证的人士，并且非公务员、事业单位负责人、财务和保密等需要备案人员，即可直接持身份证位于沙头角深沙路的广东边防办证中心办理通行证，收费也划一为10元人民币，辦證后即可自行過關。这项改变在实施之日初并不为大众所知，直至2013年2月南方都市报等南方报业旗下媒体报道才广为熟知。2018年1月1日起，进入中英街所需的《边境特别管理区通行证》办证工本费正式取消，可免费申请，并于2018年3月20日启用网上预约平台，居民可通过“i深圳”APP或“沙头角边境特别管理区通行证办理”微信小程序进行网上预约，并按预约时间现场取证，凭证进入中英街。2025年1月26日起，该政策再次优化，内地居民通过网上平台申办通行证后，凭居民身份证经边检机关查验后即可进入中英街，无需线下申领纸质证件。
根据邊防部門的要求，深圳居民至少每隔7日才可申請通行證（有效期三天，当天进出关有效），非深圳居民需至少每隔30日才可申請通行證。不过，盐田区户籍居民可以每天进出中英街。
而在此之前，所有中国内地籍居民要办理此通行证，需按照居民身份进入中英街有三种方式：
1. 持深圳户口的居民，可以直接去位于沙头角深沙路的广东边防办证中心办理边防证自行出入關口；
2. 非深圳户口居民如有在广东边防办证中心己备案单位接待的，可持接待单位证明申办边防证，由接待单位组织进出；
3. 其他非深圳户口居民则统一去广东边防办证中心对面的深圳沙头角旅游有限公司参团集体进入，出中英街则自行持证出关。需要注意的是，深圳户口居民办证仅需10元，非深圳居民参团则需50元（其中40元为旅行社收取之费用），而边防证在出关时回收。

同時由於中英街歷史博物館在深圳屬於愛國主義教育基地，因此學校組織的學生團體進入參觀可免於上述繁雜手續，通過學校方出具證明統一組織入內參觀。

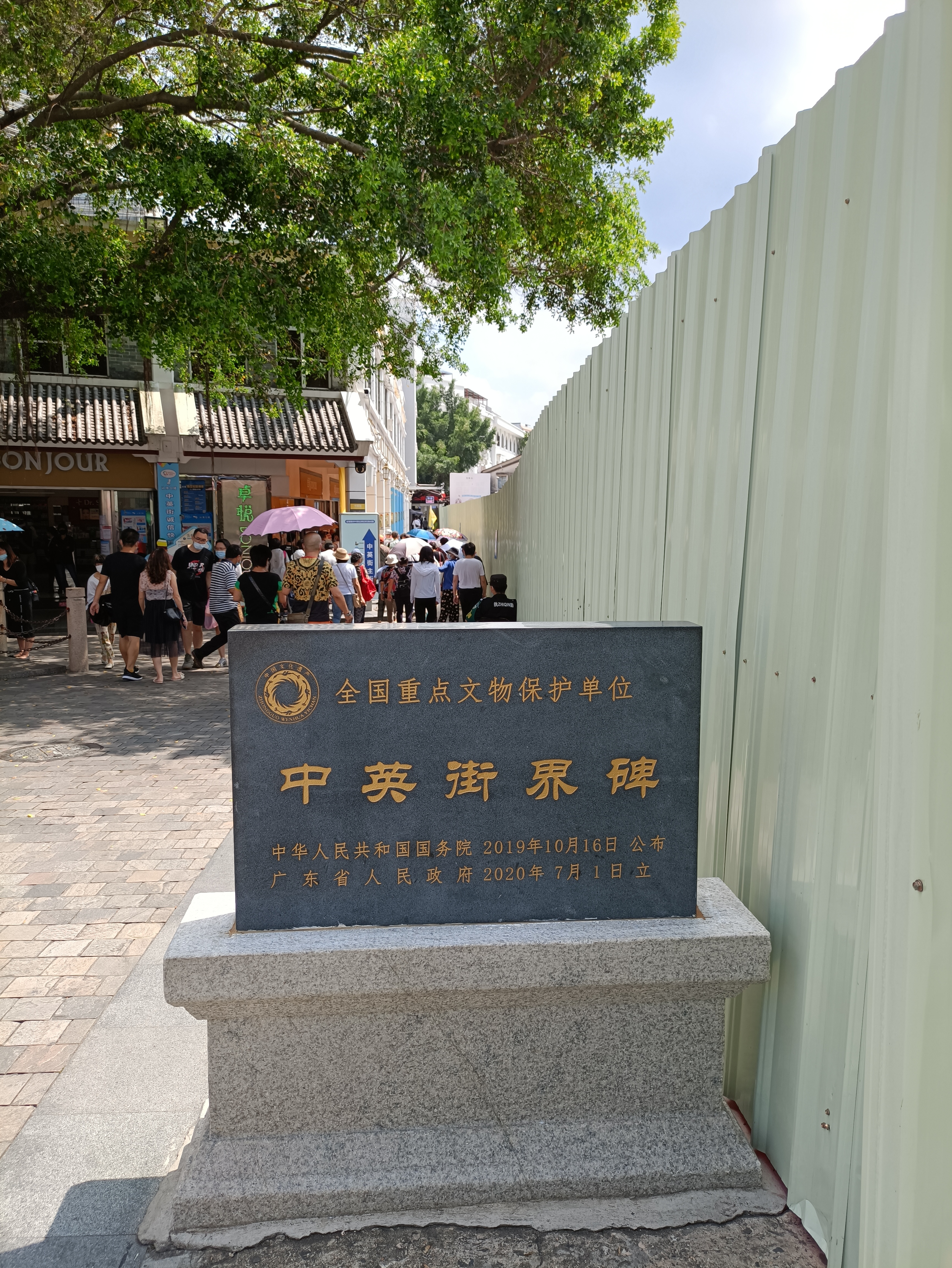
2019冠状病毒病疫情期间的中英街，用水马将中英街“一分为二”

2020年初，因应2019冠状病毒病疫情爆发，中英街曾暂停开放通关，直至2020年6月8日恢复通关。但由于防疫需要，中英街深方与港方管理区被围栏一分为二。初期深方管理人员曾加挂过“禁止传递货物”的牌子，禁止港方商户隔着水马向游客卖货，之后围栏改建成铁栏。此时游客前往中英街仅可在深圳一侧消费。随着深港两地防疫政策的调整，2023年1月19日，中英街深港防疫隔離所用的水马被拆除，双方恢复正常往来。
2024年1月18日起，中英街通关时间由原9:00-18:00调整为9:00-22:00，取证时间由原9:00-17:00调整为9:00-21:00。

#### 返回时的要求
根据海关规定，盐田区户籍居民须至少间隔15天方可携带价值不超人民币500元的商品出关；持有通行证的人士，每次可携带单件物品价值不超500元、总额不超3000元的商品出关；上述不包括海关另行规定的禁止携带物品。

### 警務處處長示
在中英街港方檢查站附近，無論是位於港方一側還是位於深方一側均有署名為警務處處長示的提示和警告。
位於港方的警務處處長示內容為：

NO HOLDER OF CLOSED AREA PERMIT WITH ENDORSEMENT OF NO ACCESS TO CHUNG YING STREET SHALL PROCEED BEYOND THIS POINT
上述位于港方的警務處處長示使用的是繁體中文和大寫字母的英文。
位於深方的警務處處長示有兩個，第一個內容為：
你即將進入香港邊界禁區。請依照香港法例第177B章第2段及第245章第38段的規定向香港警察出示以下的文件： 
甲）有效的香港身份證明文件；及
乙）有效的邊界禁區通行證。
第二個內容為：
警告：
你已进入香港区域
如无合法理由
进入或逗留香港
你可能会被拘控
上述位于深方的第一個警務處處長示使用的是繁體中文，但是甲要求中“證明文件”的證字為簡體字；第二個處長示則全部使用簡體字。
一般在位於深方一側的警務處處長示附近會有兩名武裝警察負責監視往來邊界的人，一旦有他們認為是持有通行證的遊客準備進入香港區域他們將會阻攔並檢查證件，對非香港居民武警則會讓遊客返回中英街。

## 圖集

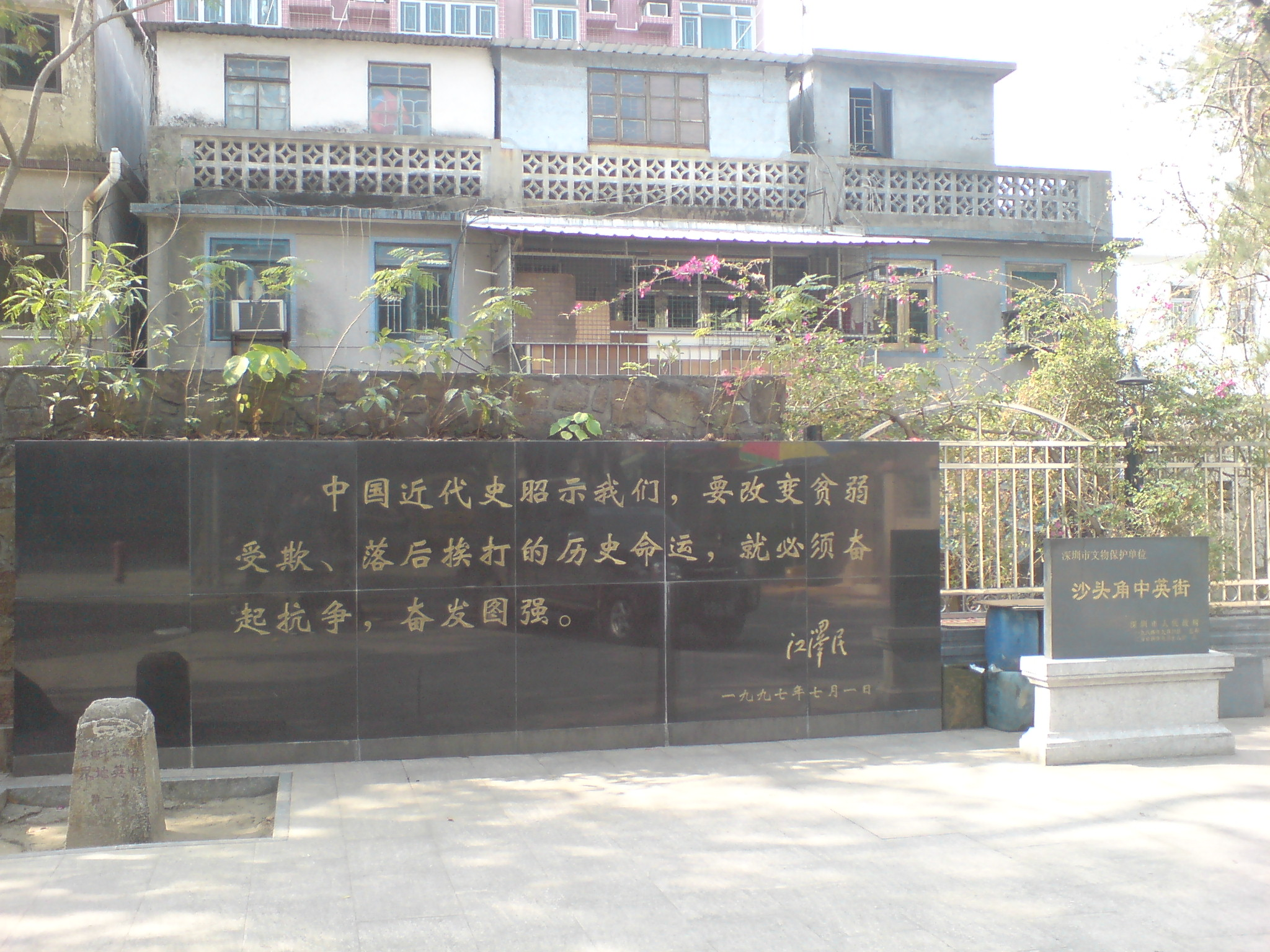
中英街界碑文物告示石碑之一，圖中文字為江澤民留言
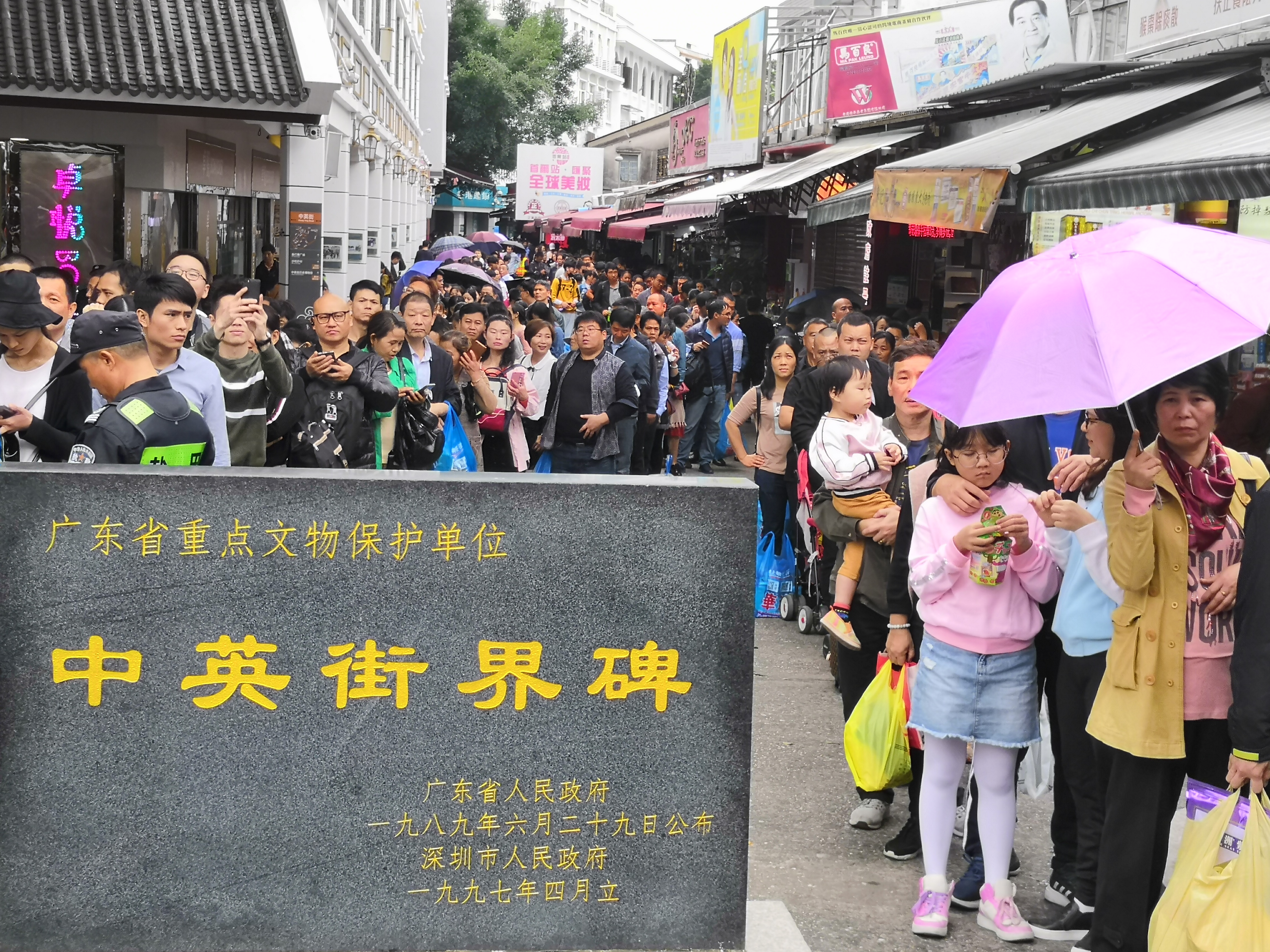
中英街界碑，后面排着很长的队伍安检出街
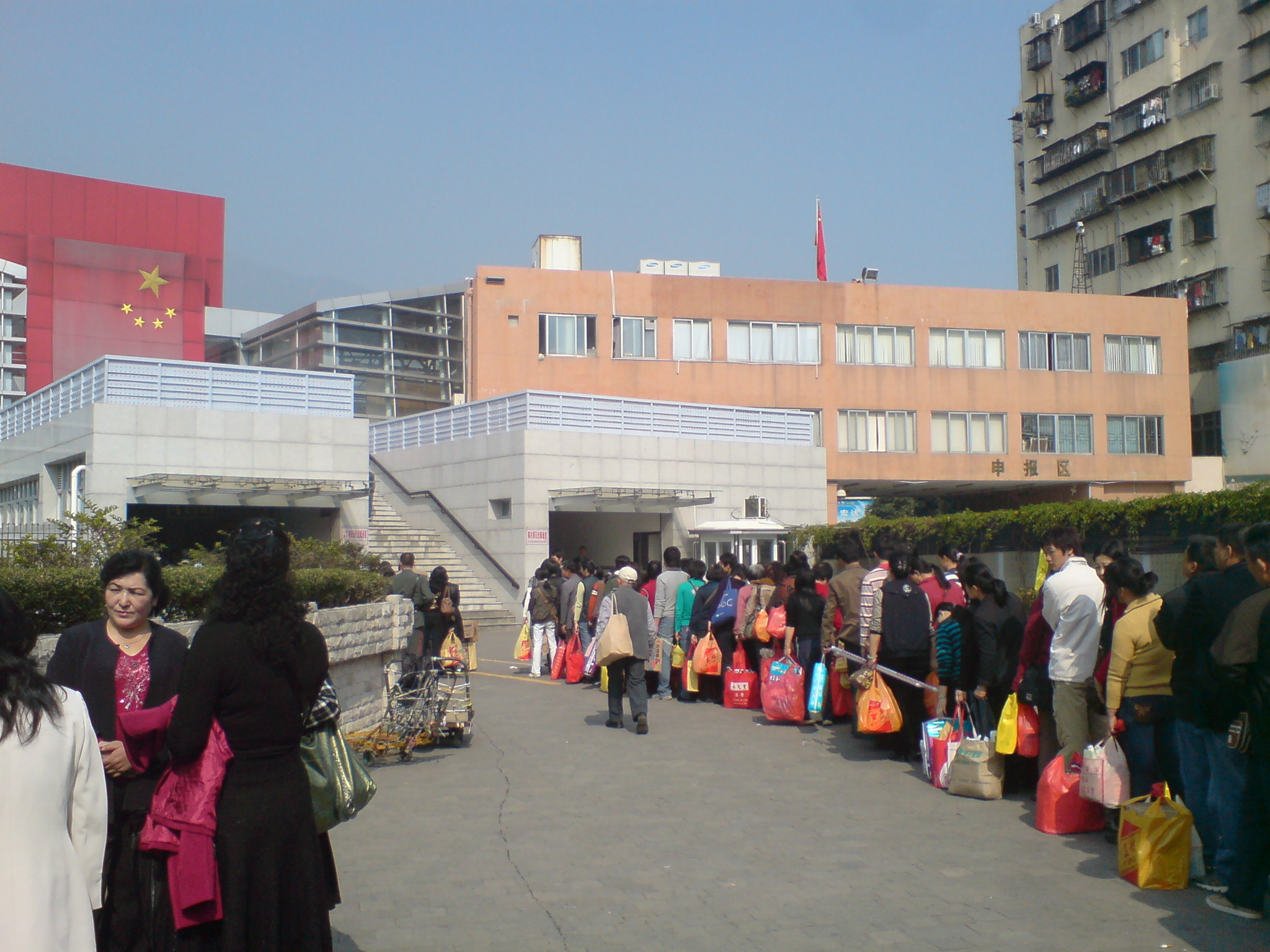
中英街游客等待出闸
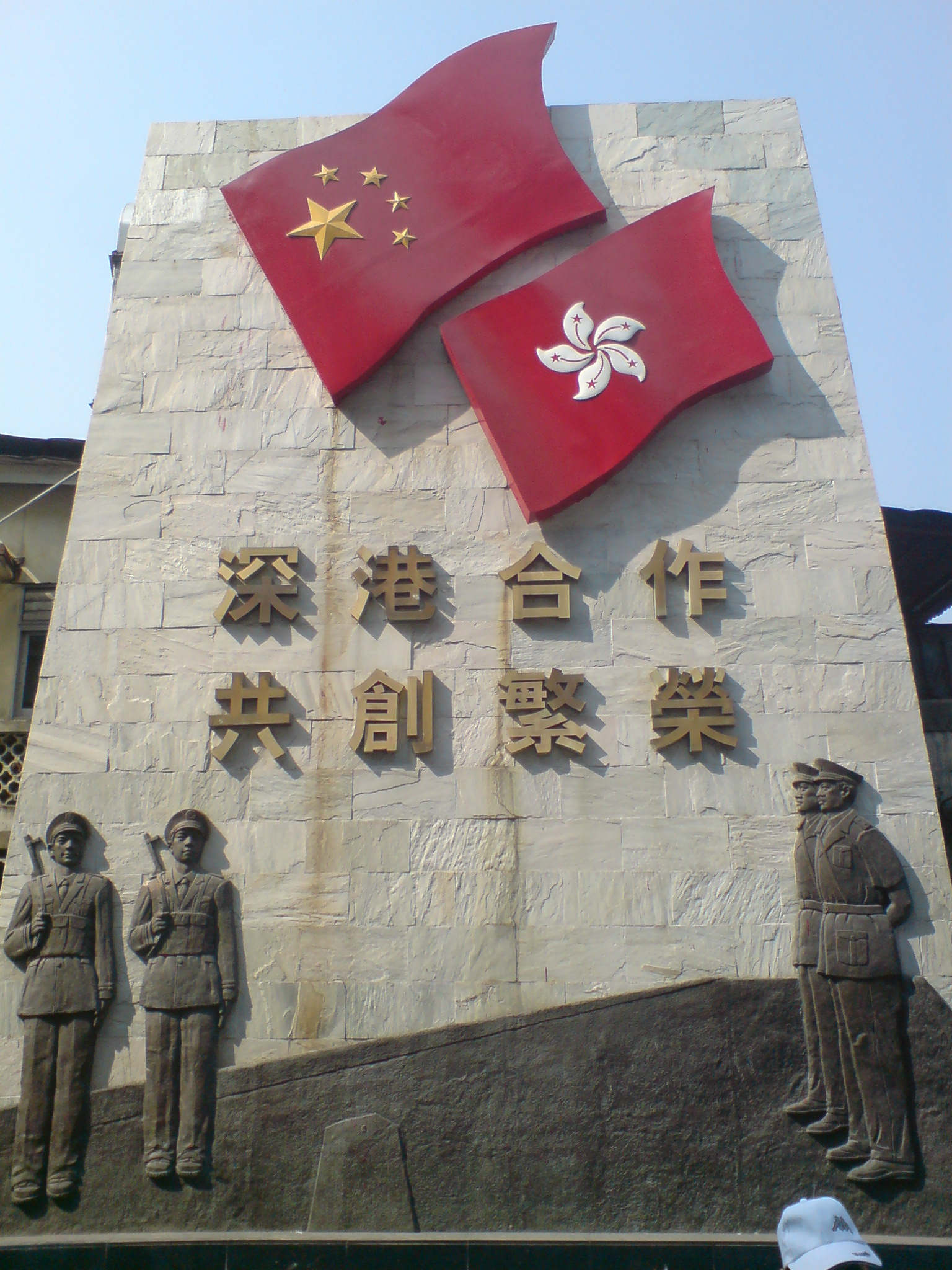
「深港合作，共創繁榮」
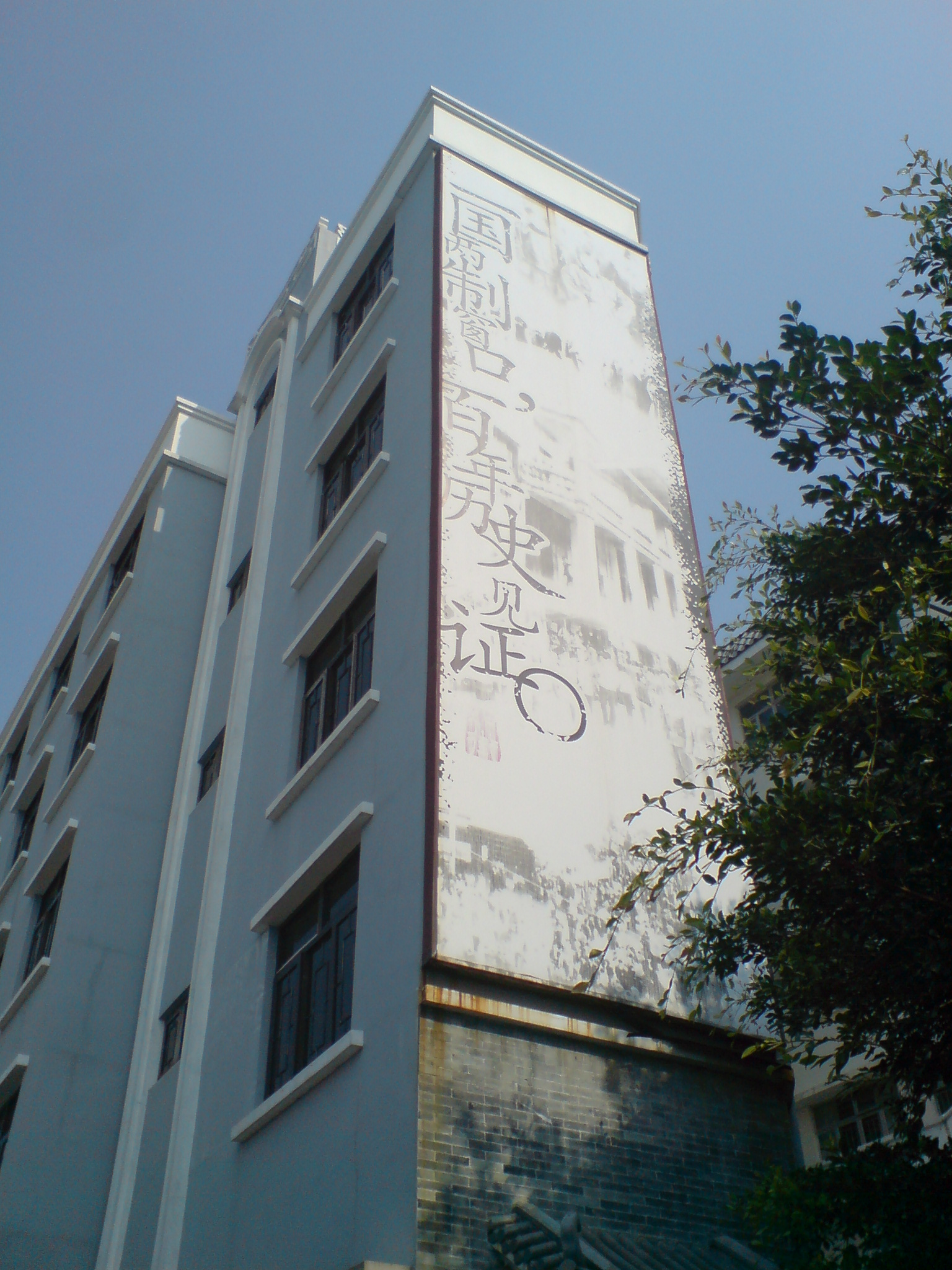
「一國兩制窗口，百年歷史見證」
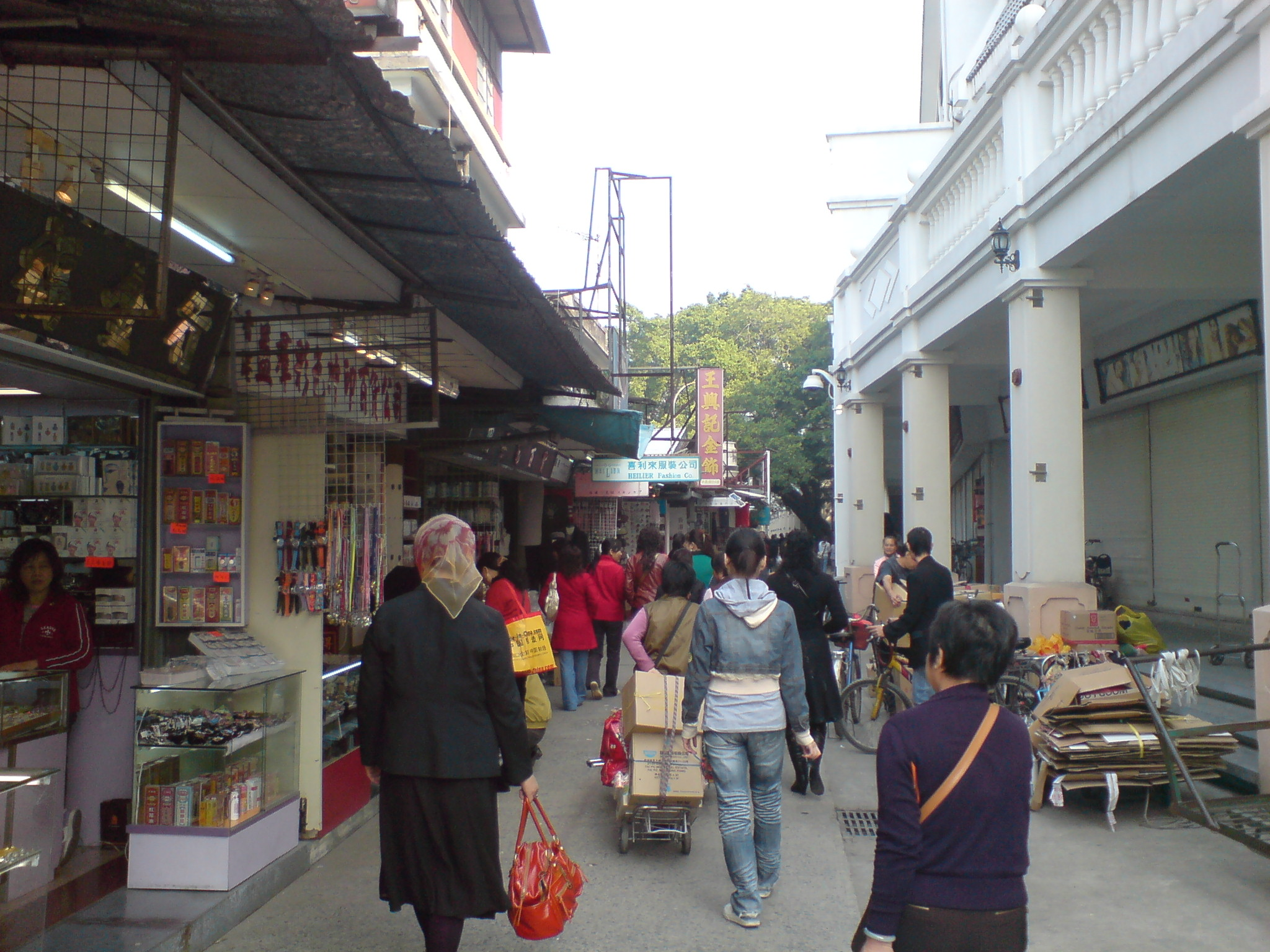
中英街街景之一（左香港管理，右方是深圳）
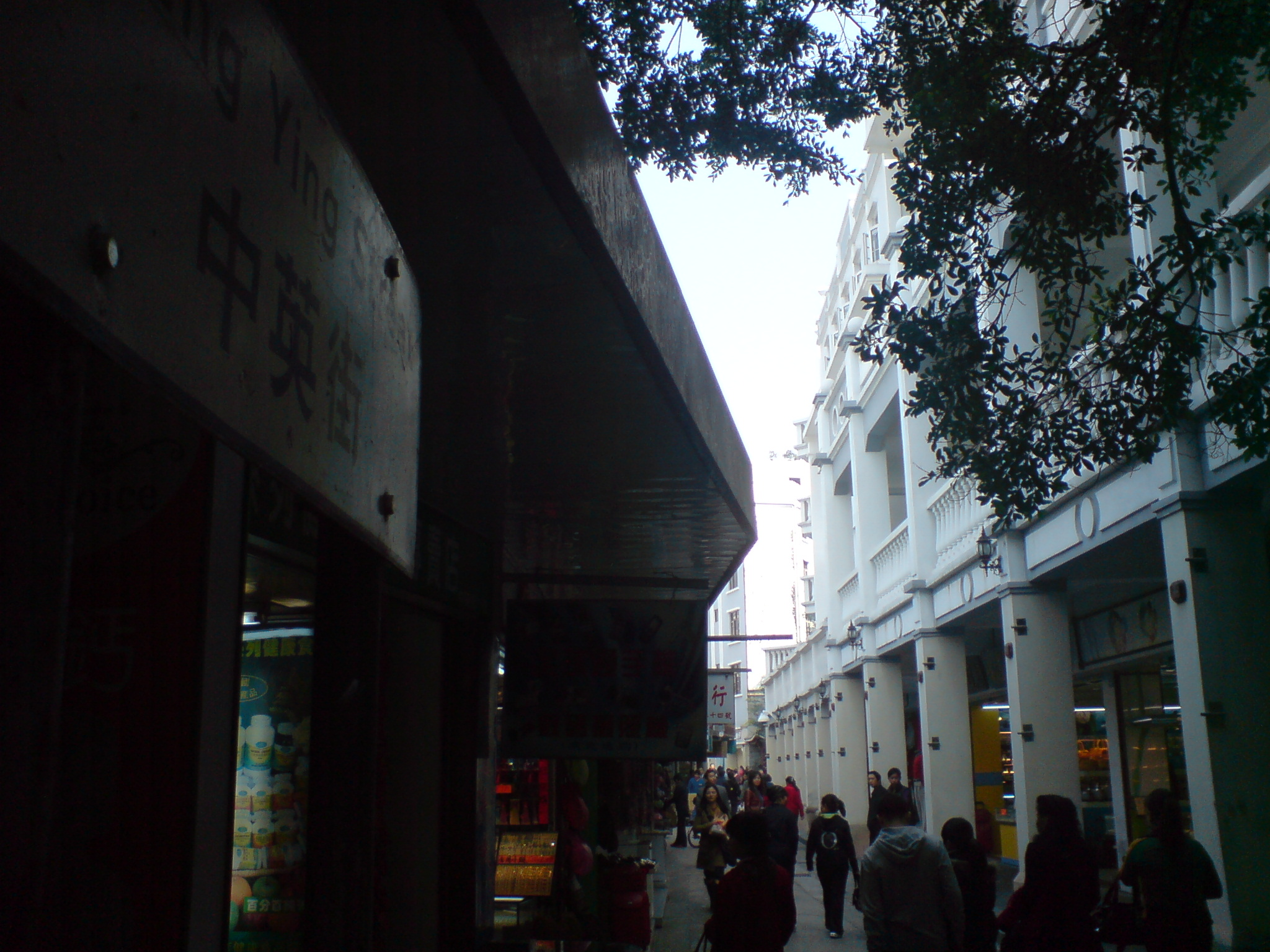
中英街街景之二（叶子在香港，榕树根在深圳）
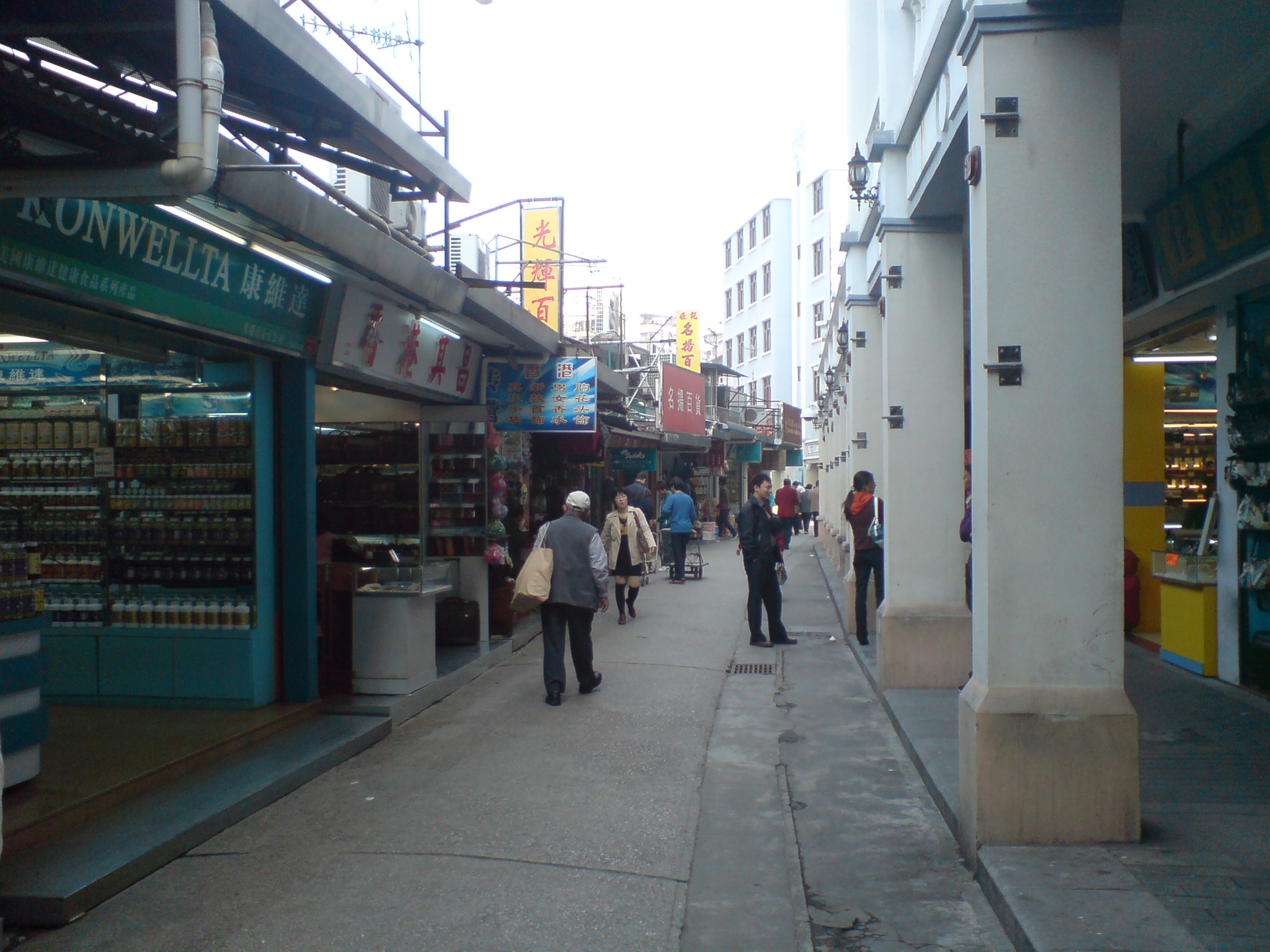
中英街街景之三（香港店铺在左，右为深圳大楼）
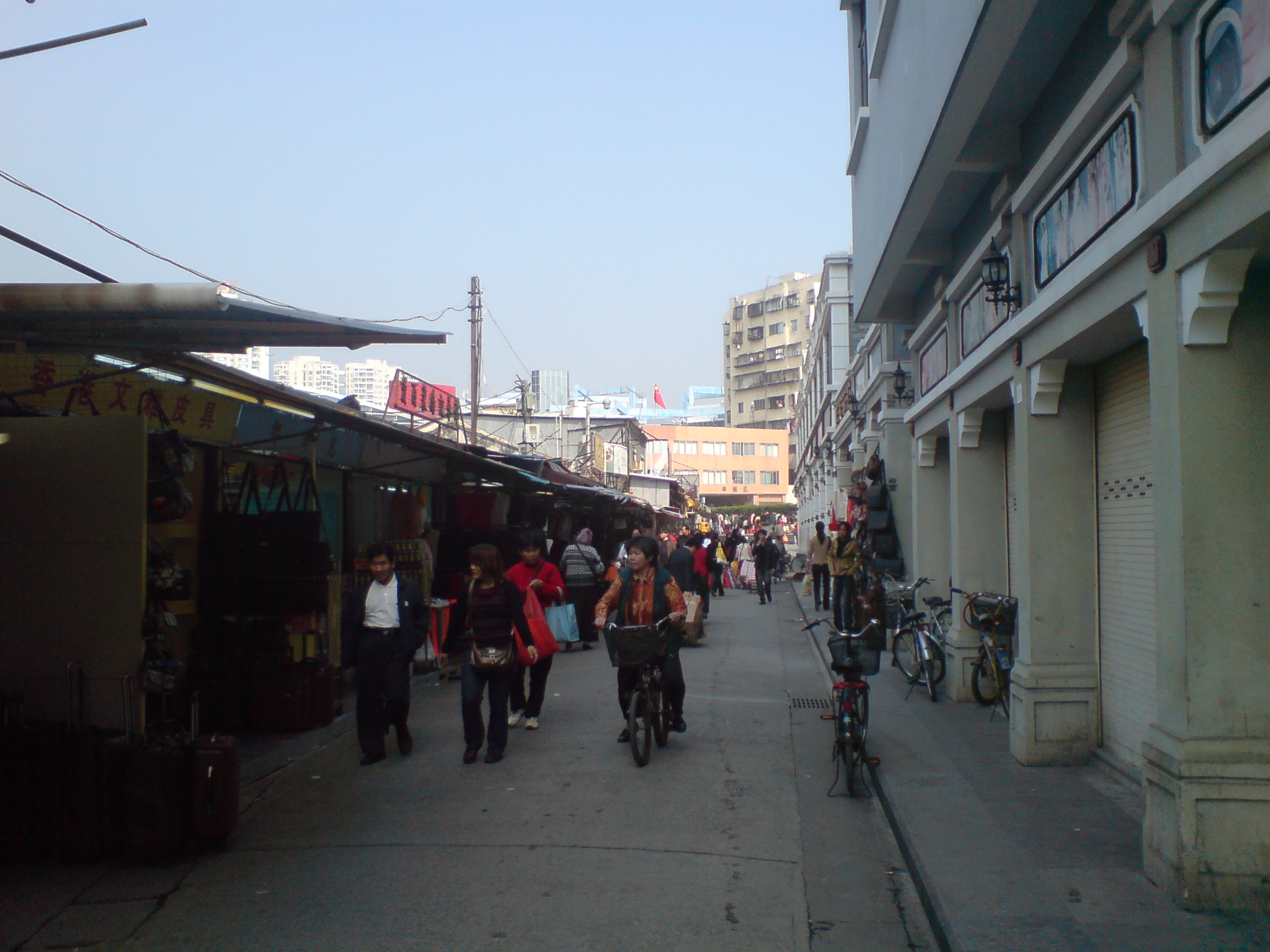
中英街街景之四（左属香港，右后深圳所管理）
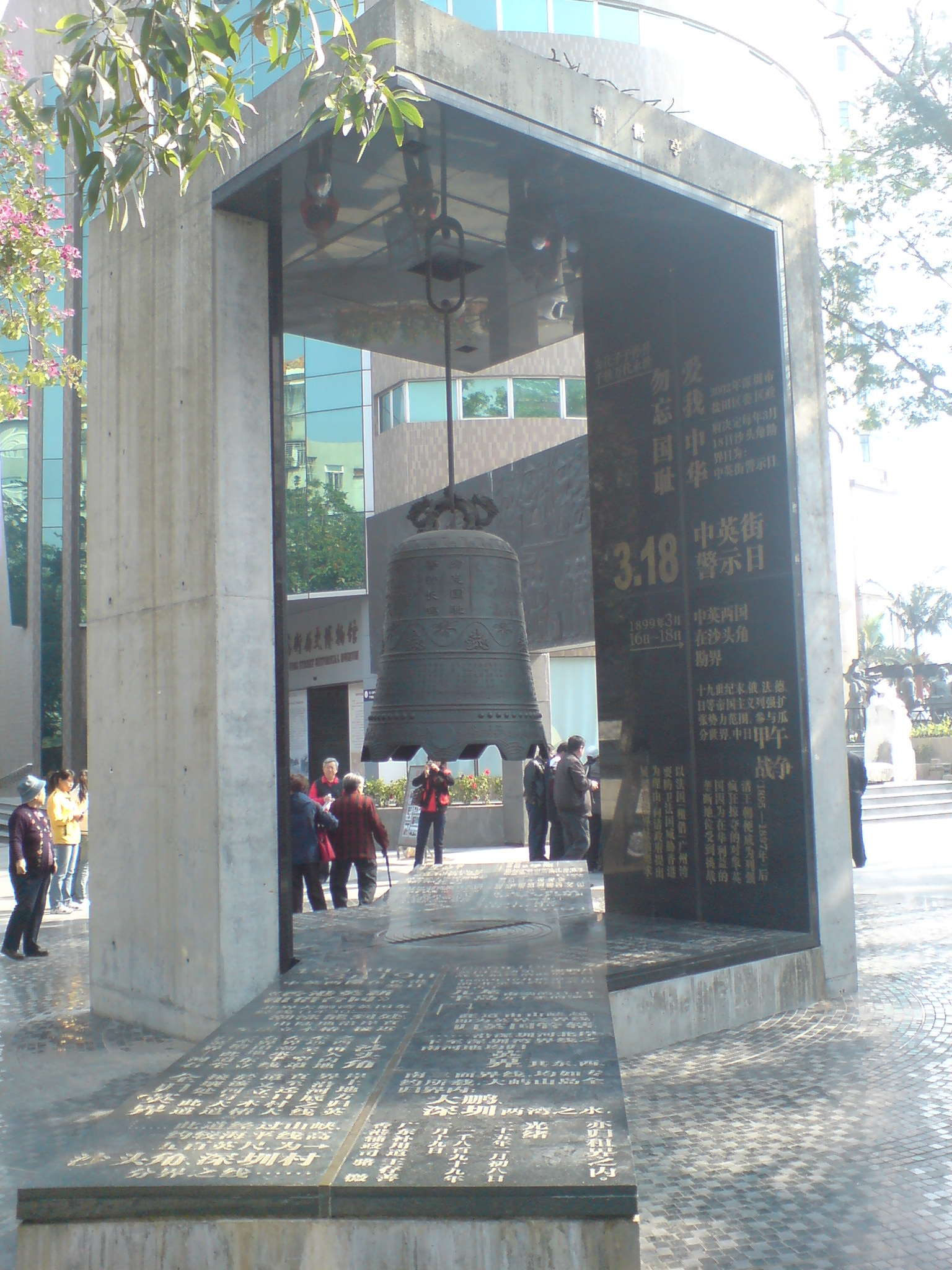
警世鐘
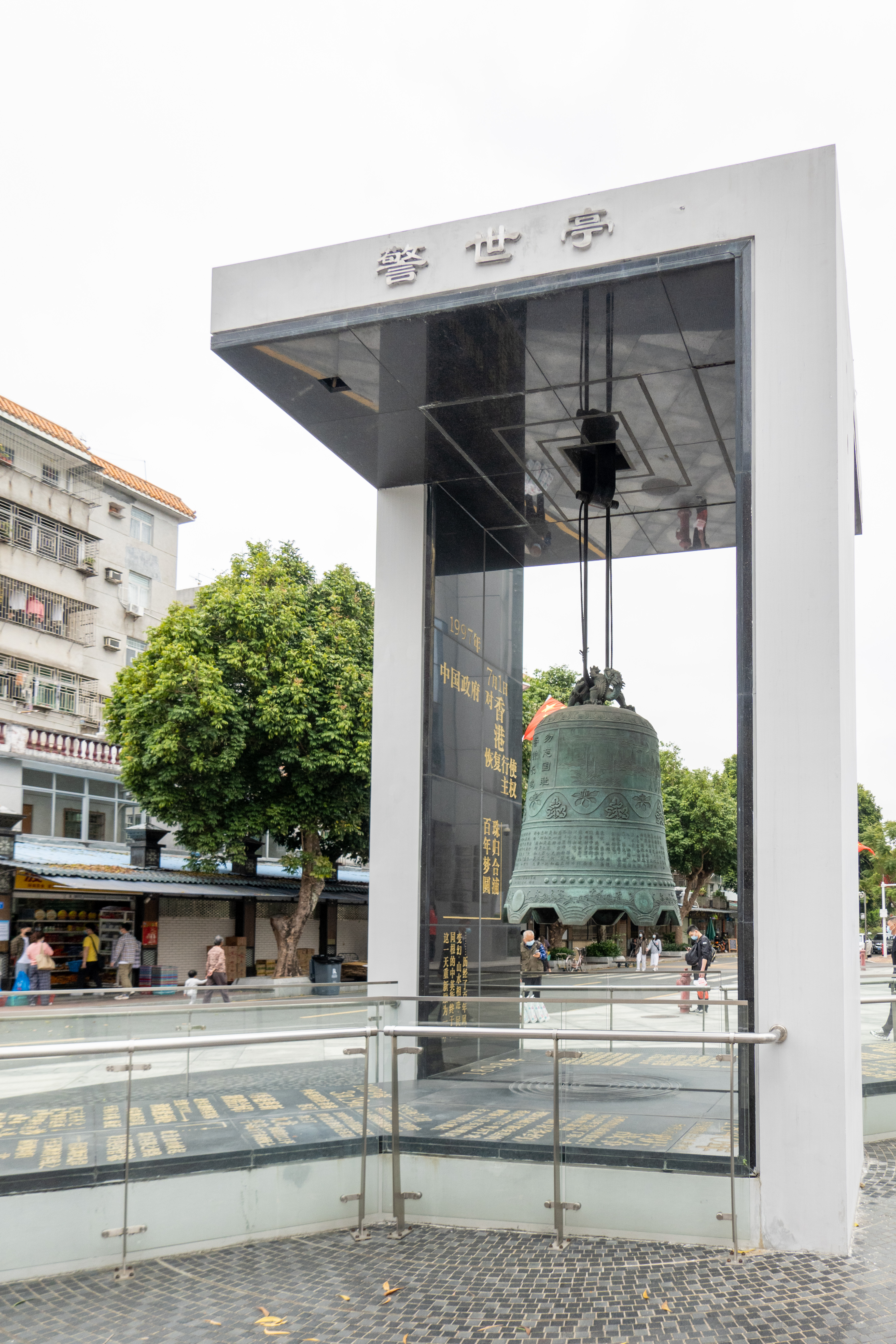
警世亭
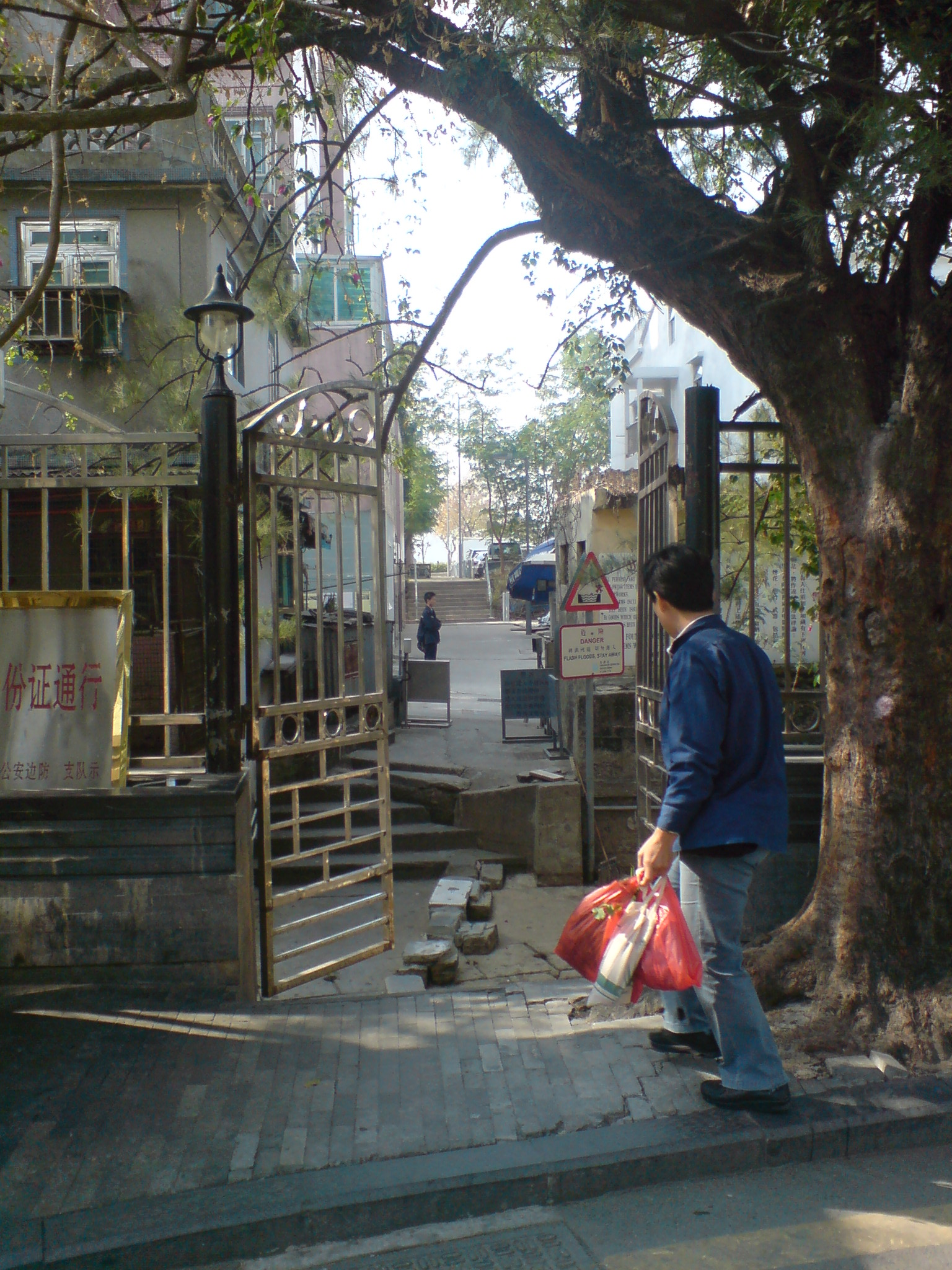
中英街附近深圳與香港的邊境通道
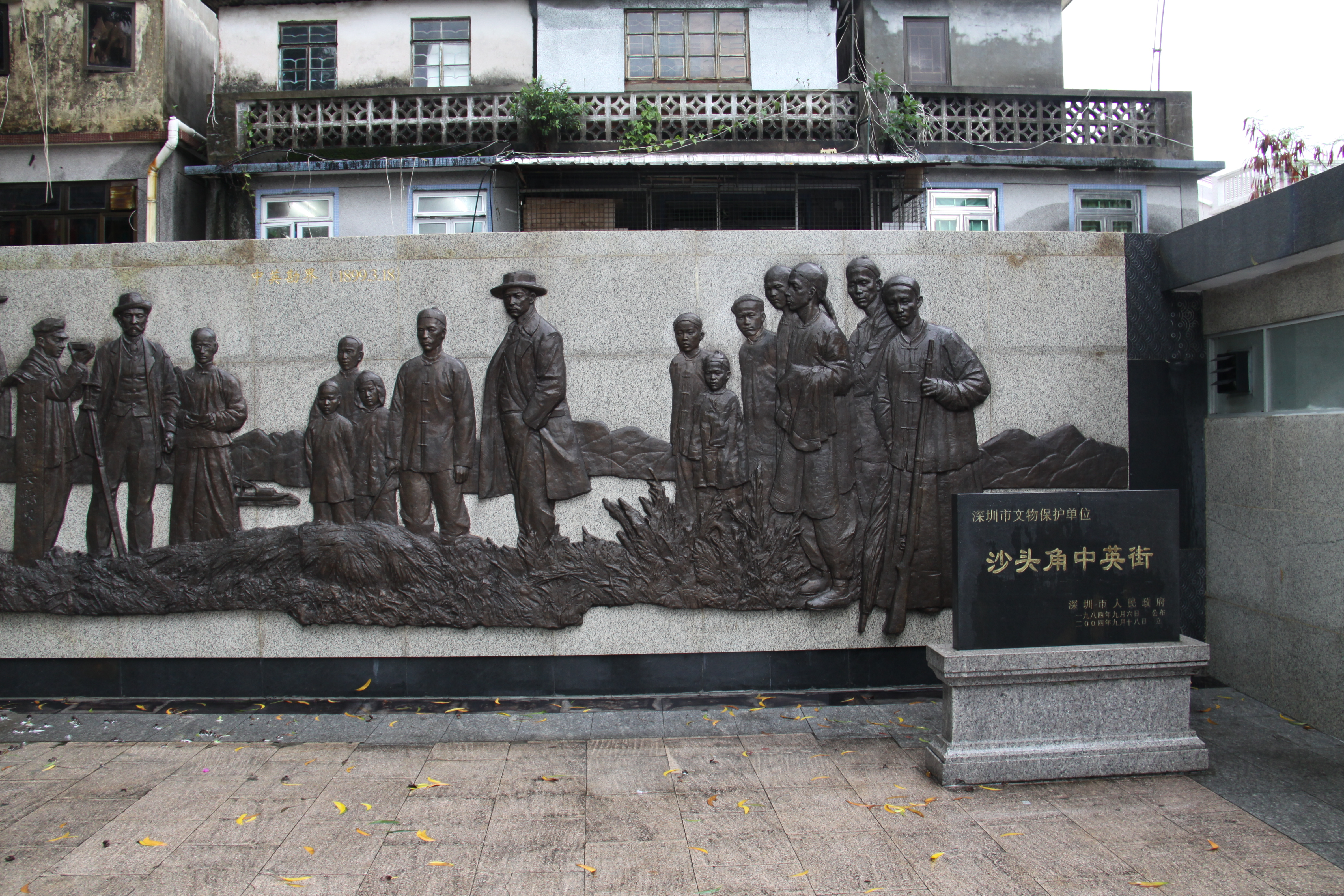
中英街文保碑
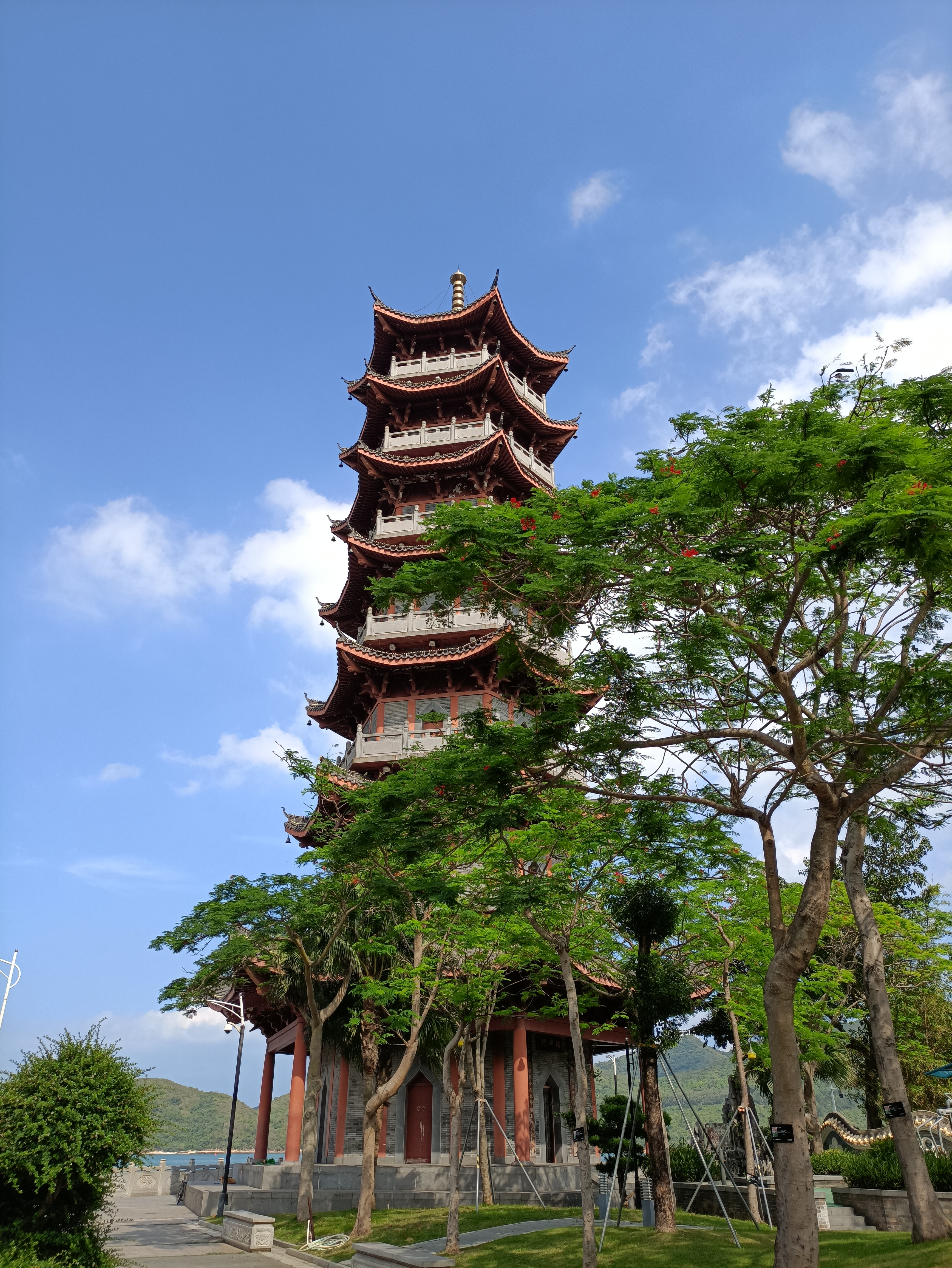
沙头角古塔
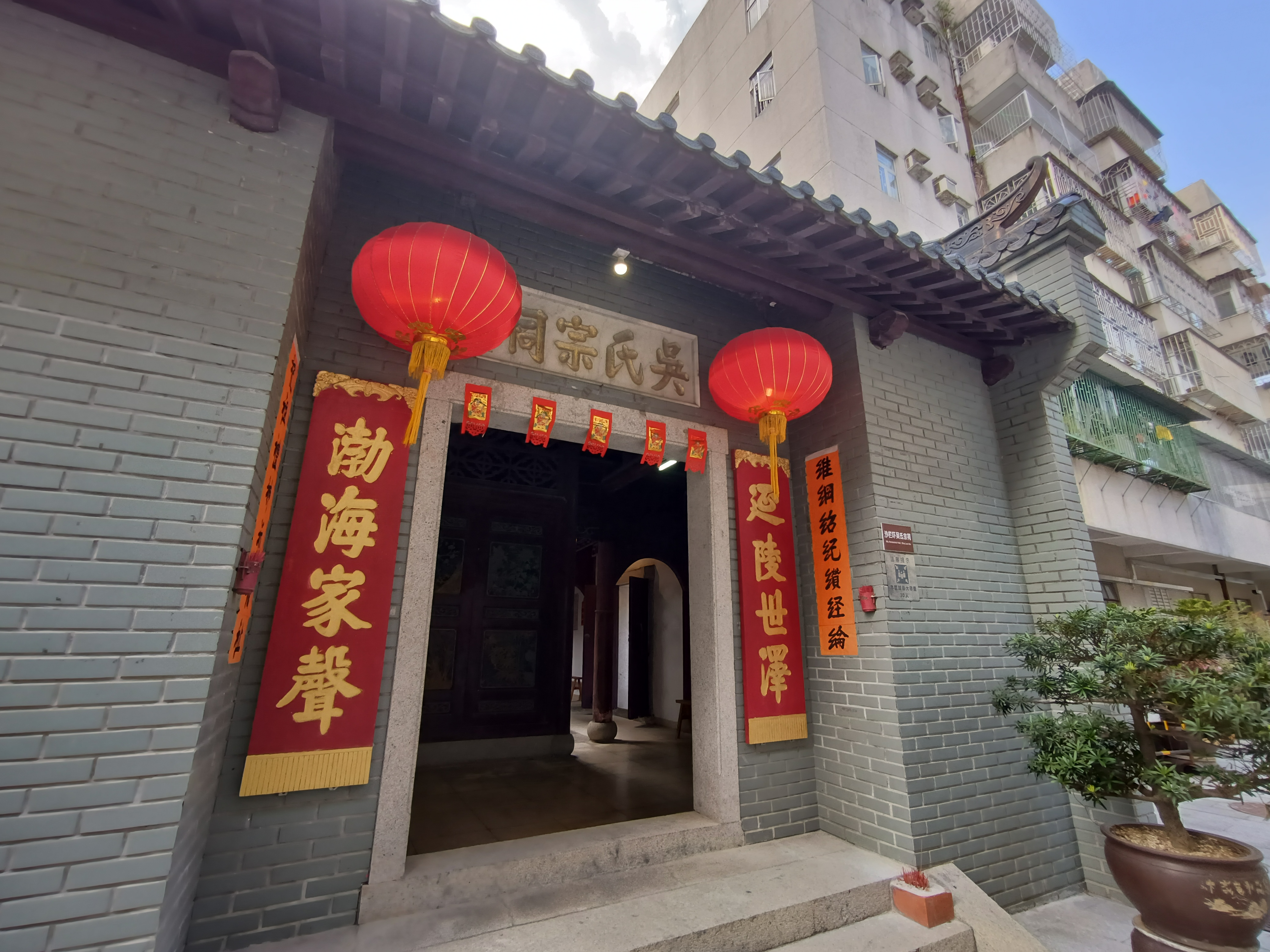
位于中英街内的吴氏宗祠
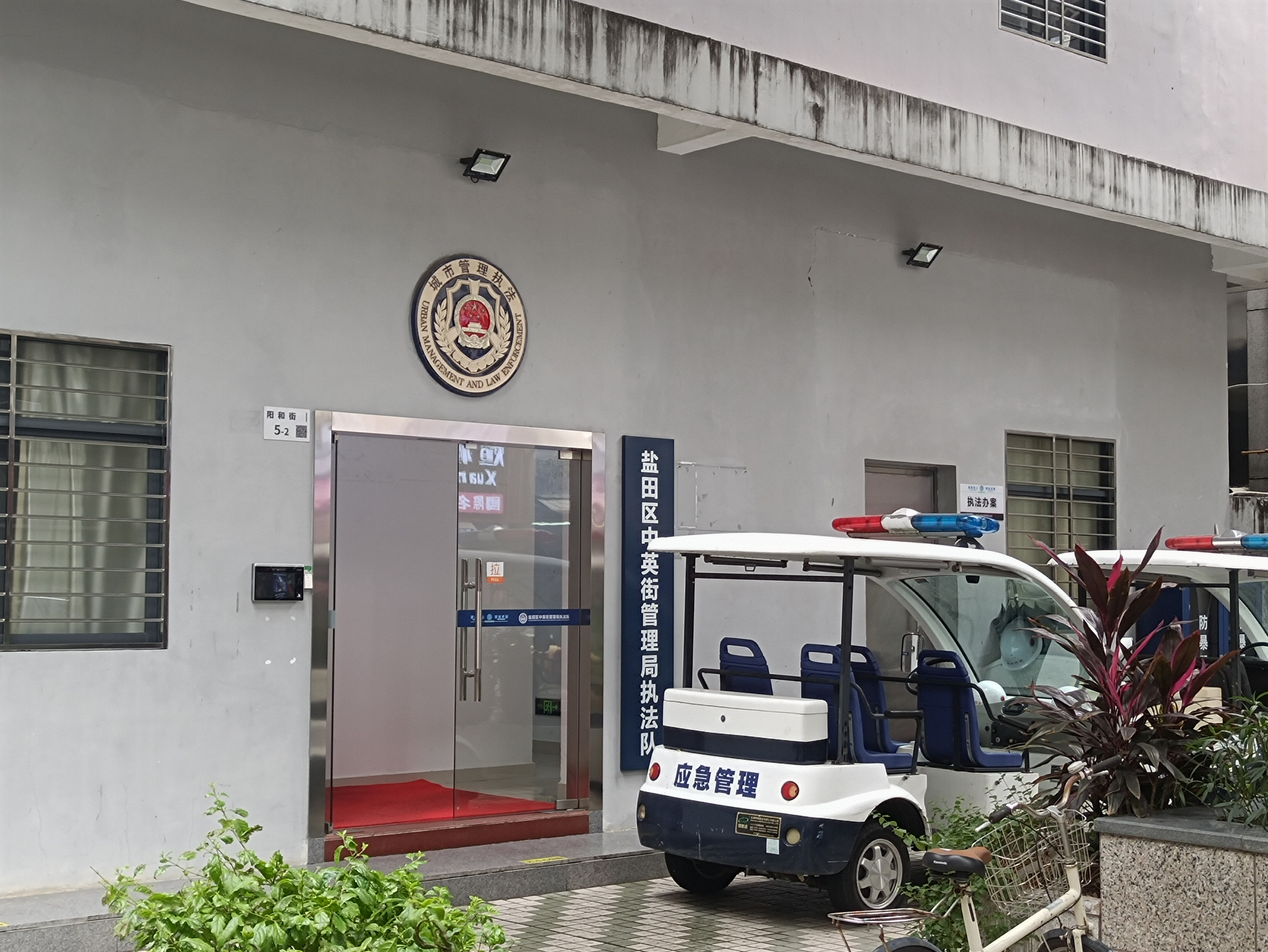
盐田区中英街执法队门口

## 教育
香港
- 沙頭角中心小學
- 福德學社小學

深圳
- 盐田区外国语小学东和分校
- 盐田区机关幼儿园中英街分园